# Велика Британія в Другій світовій війні
Велика Британія брала участь у Другій світовій війні від самого її початку 1 вересня 1939 року (3 вересня 1939 року Велика Британія оголосила війну Німеччині) і до кінця (2 вересня 1945 року).

## Політична ситуація напередодні війни

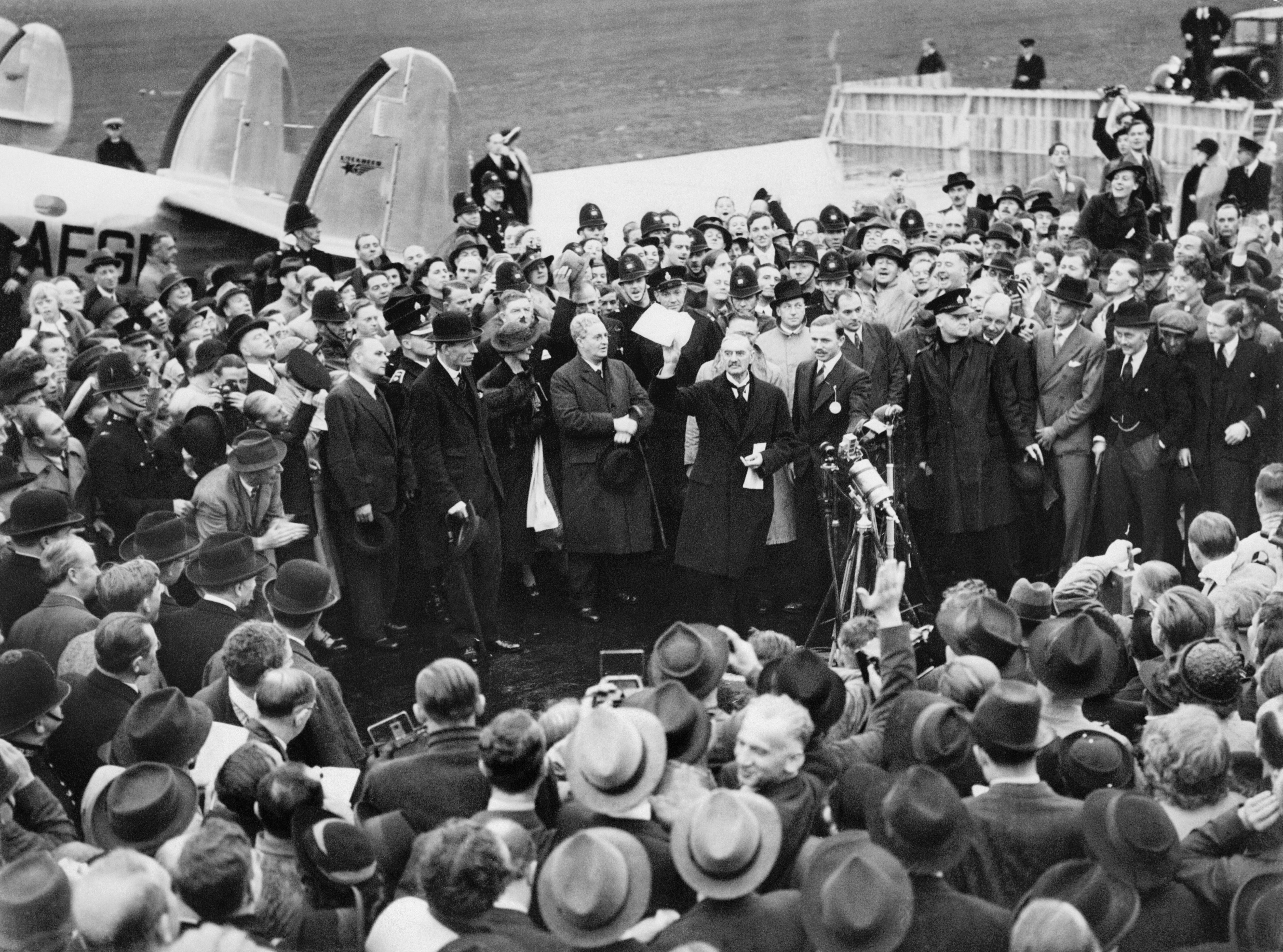
Мюнхенська угода (1938 рік): Невілл Чемберлен привіз Великій Британії «мир на всі часи»

Велика Британія була однією з країн — творців міжнародної політичної системи після Першої світової війни. Водночас, як найсильніша європейська «велика держава», Велика Британія традиційно прагнула зберігати рівновагу сил на континенті, навперемінно підтримуючи ті чи ті країни. Нова повномасштабна війна на європейському континенті була для Великої Британії вкрай небажаною як з економічного, так і з політичного погляду.
1933-го року до влади в Німеччині прийшла націонал-соціалістична робітнича партія Німеччини, одним з основних гасел якої була відплата за поразку у Першій світовій війні. Водночас відбувалася пришвидшена індустріалізація та мілітаризація СРСР. Вважаючи «радянську загрозу» досить серйозною, у другій половині 1930-х років британський уряд Невілла Чемберлена йшов на поступки нацистській Німеччині, що вело до її посилення як «противаги» СРСР. Вершиною цієї політики стала Мюнхенська угода 1938 року. При цьому передбачалося, що посилена Німеччина, тим не менш, і надалі залишиться під контролем «великих держав» й, передусім, Великої Британії.
Порушення Німеччиною Мюнхенської угоди, захоплення та розділ Чехословаччини в березні 1939 року (під час цієї події на боці Рейху виступила традиційна союзниця Франції Польща) означали крах британської зовнішньої політики — Німеччина вийшла з-під контролю «великих держав» і ставала провідною силою в Центральній та Східній Європі.
Проте, після окупації Чехословаччини, в березні 1939 року понад 2 тисячі золотих зливків вартістю 5,6 млн фунтів стерлінгів, що перебували в Лондоні, було передано з рахунку Національного банку Чехословаччини на рахунок у Банку міжнародних розрахунків (Bank for International Settlements), який керувався від імені Рейхсбанку.

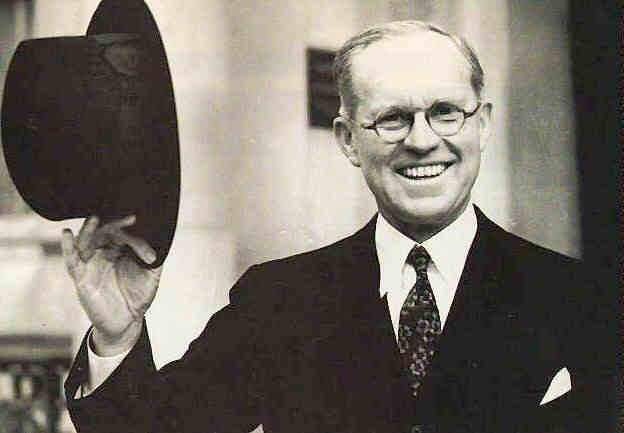
Джозеф Кеннеді, американський посол у Великій Британії у 1938—1940 рр.

19 березня 1939 року СРСР заявив про невизнання поділу Чехословаччини та невизнання анексії Чехії Німеччиною. 31 березня 1939 року Чемберлен оголосив в британському парламенті про надання Польщі, яка служила буферною зоною між СРСР та Німеччиною, гарантій недоторканності. 7 квітня 1939 року, після нападу Італії на Албанію, Англія також надала подібні гарантії Греції та Румунії. Передбачалося, що ці заходи повинні були зменшити напруженість у Східній Європі, втім насправді надання цих гарантій мало протилежні наслідки.
В серпні 1939 року було підписано угоду про ненапад між Німеччиною та Радянським Союзом, що стала цілковитою несподіванкою для Великої Британії. Таємні протоколи угоди передбачали розділ Східної Європи між СРСР та Німеччиною, зокрема й Польщі, якій Велика Британія раніше гарантувала безпеку. Це означало крах всієї зовнішньої політики британців у Європі та поставило імперію у вкрай складне становище.
Вирішальну роль в оголошенні Англією війни Німеччині відіграли США, погрожуючи відмовитись від зобов'язань щодо підтримки Англії у разі відмови Англії виконувати власні зобов'язання щодо Польщі. Протистояння Великої Британії та Німеччини означало підтвердження сфер британських інтересів в Азії та необхідність їхнього захисту від японської агресії, впоратись із якою без допомоги США (існували англо-американські зобов'язання щодо спільного захисту від Японії) було заледве можливо. Джозеф Кеннеді (Joseph P. Kennedy), посол США в Англії в 1938–1940 роках, пізніше згадував: «Ані французи, ані англійці ніколи б не зробили Польщу причиною війни, якби не постійне підбурювання з Вашингтона». Опинившись перед фактом укладення пакту Молотова — Ріббентропа й водночас перебуваючи під тиском США, які погрожували в разі відмови Англії виконувати свої зобов'язання щодо Польщі позбавити її своєї підтримки, Британія пішла на оголошення війни Німеччині.

## Воєнні приготування Сполученого Королівства та імперії
Велика Британія була переважно морською державою з потужним військово-морським флотом. Основою її стратегії в європейських війнах була наявність одного, а краще кількох союзників на континенті, які б несли основний тягар війни на суші. Відповідно до цього, Велика Британія не володіла потужними сухопутними військами.
Загалом армія в метрополії до початку війни налічувала 897 000 осіб, а разом з колоніями сухопутні війська становили 1 261 200 осіб. До початку війни в метрополії було 9 регулярних та 16 територіальних дивізій, 8 піхотних, 2 кавалерійські та 9 танкових бригад. Англо-індійська армія (стратегічний резерв Британської імперії) складалася з 7 регулярних дивізій та значної кількості окремих бригад.
З 1938 року основну увагу приділяли розвитку авіації, перед якою було поставлене завдання оборони країни з повітря. До початку війни в метрополії було 78 ескадрилей (1456 бойових літаків, з них 536 бомбардувальників), більшу частину парку становили сучасні машини.
Згідно з доповіддю комітету начальників штабів в лютому 1939 року, найважливішими стратегічними завданнями визнали захист Єгипту та Суецького каналу, Індії, а також рекомендувалося доправити додаткові сили флоту на Далекий Схід. Влітку 1939 року було створено командування на Середньому Сході (театр воєнних дій містив район від Північної Африки до Іраку), для якого було виділено 2 піхотні та 1 бронетанкова дивізії. Командування очолив генерал А. Уейвелл.

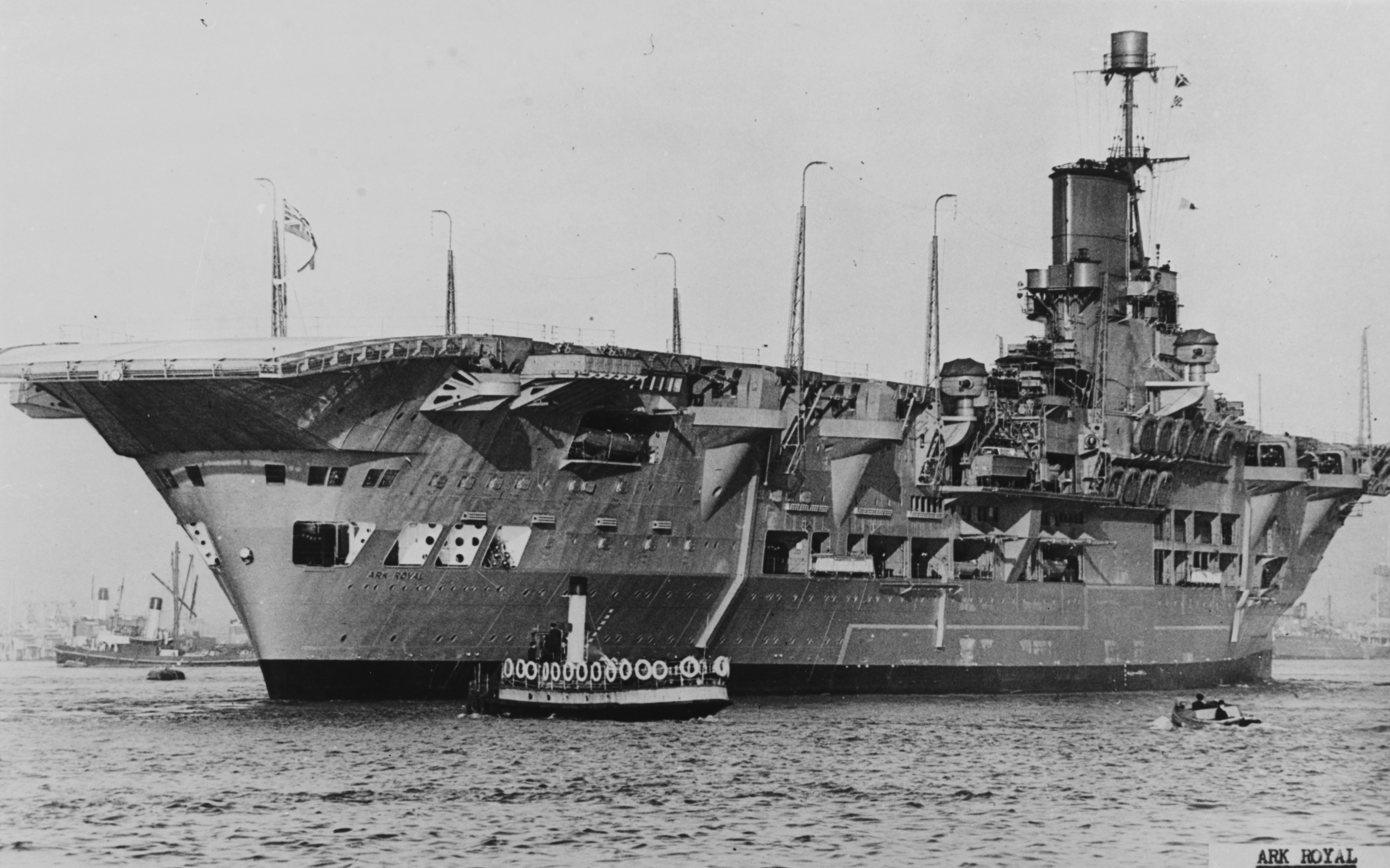
Британський авіаносець HMS Ark Royal

Ядро лінійного флоту Великої Британії становили осучаснені й досить вдалі лінкори часів Першої світової війни типу Queen Elizabeth (5 штук) та їх спрощена версія лінкори типу R (5 штук). Разом з тим, у флоті були більш сучасні лінкори повоєнного створення. В строю також перебували авіаносці: «Аргус», «Корейджес», «Глорієс», «Фьюріес», «Ігл», «Гермес», «Арк Роял». На стапелі було шість авіаносців типу «Ілластріос».
Напередодні війни генеральні штаби Англії та Франції узгодили деякі питання співпраці в разі війни з Німеччиною та Італією. Планування операцій сухопутних військ покладалося на Францію, яка надавала основні сухопутні сили; Англія доправляла до Франції 4 дивізії, які склали Британські експедиційні сили (БЕС). Командувачем БЕС в разі початку війни ставав начальник Імперського Генерального штабу генерал Дж. Горт. Проте єдиного англо-французького Союзного командування перед війною так і не створили.

## Період невдач

### «Дивна війна»
1 вересня 1939 року Німеччина напала на Польщу (див. Польська кампанія). В цей же день уряд Н. Чемберлена направив Німеччині ноту протесту, 3 вересня за нею пішов ультиматум, потім оголошення війни Німеччині.
Однак весь час, поки німецькі війська були зайняті на Сході, в діях проти Польщі, союзні англо-французькі війська ніяких активних бойових дій на суші та в повітрі не вживали. А швидка поразка Польщі зробила часовий період, під час якого можна було змусити Німеччину воювати на два фронти, дуже коротким.
У підсумку перекинуті до Франції з вересня 1939 по лютий 1940 року Британські експедиційні сили у складі 10 дивізій нічого не робили. В американській пресі цей період отримав назву «Дивна війна».
Німецький воєначальник А. Йодль пізніше стверджував:

### Війна на морі

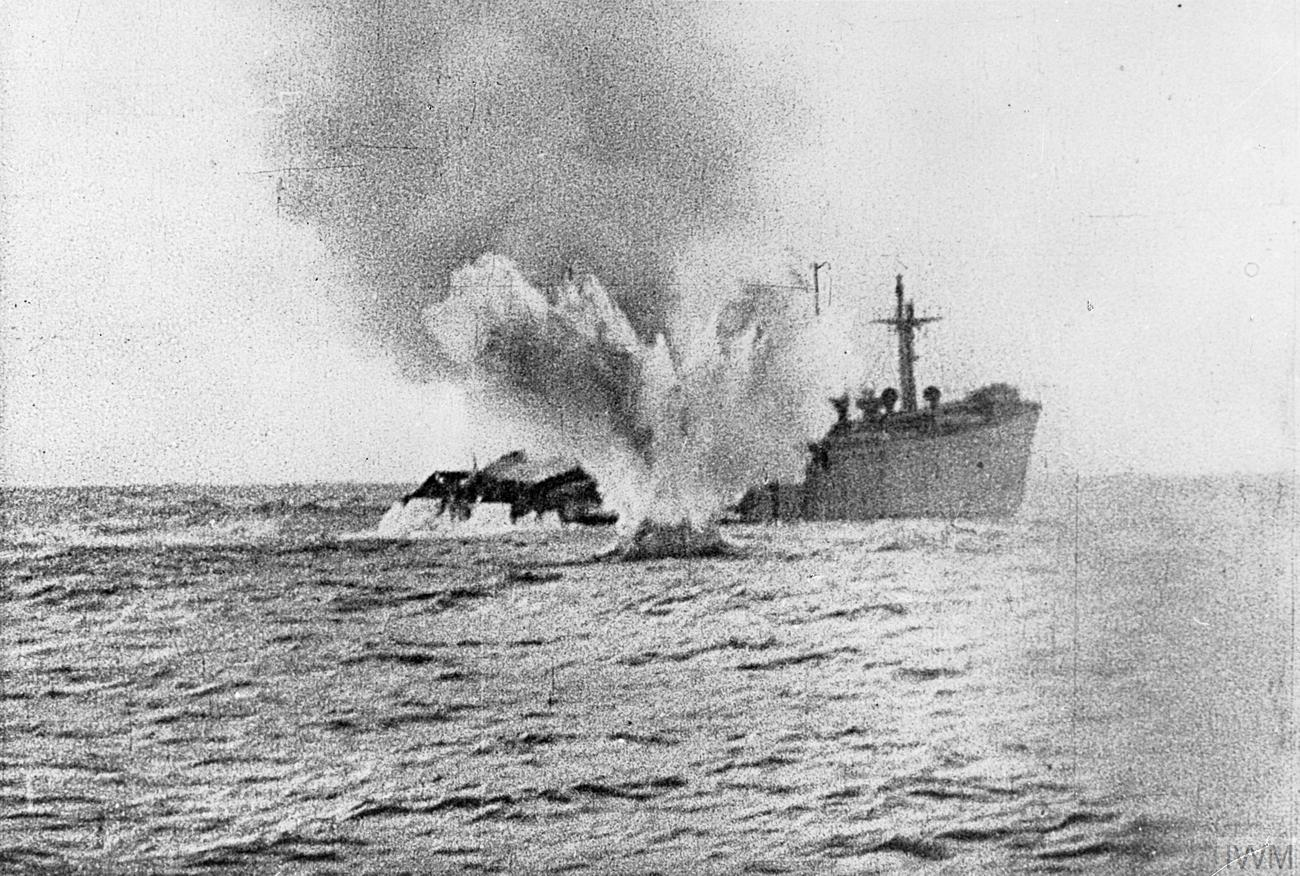
Корабель, торпедований німецьким підводним човном

Водночас бойові дії на морі почалися відразу ж після оголошення війни. Вже 3 вересня був торпедований та затонув британський пасажирський пароплав «Атенія». 5 і 6 вересня біля берегів Іспанії були потоплені кораблі «Боснія», «Роял Сетра» та «Ріо Кларо». Великій Британії довелося ввести конвоювання суден.
14 жовтня 1939 року німецький підводний човен U-47 під командуванням капітана Пріна потопив британський лінкор «Роял Оук», що знаходився на стоянці у військово-морській базі Скапа-Флоу на Оркнейських островах.
Незабаром дії німецького флоту та авіації поставили під загрозу міжнародну торгівлю і саме існування Великої Британії.

### Битва за Скандинавію

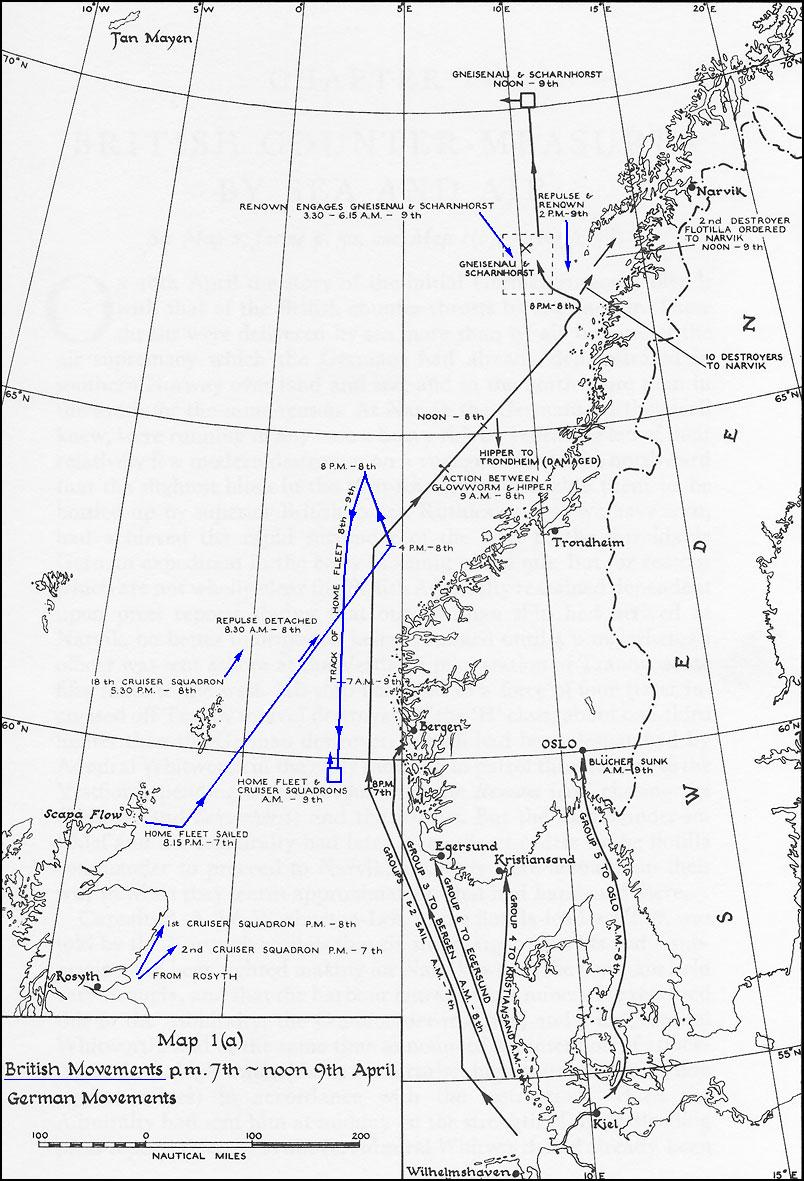
Пересування флоту, починаючи з 7 квітня 1940 року

Велика Британія і Франція, які встановили економічну блокаду Німеччини, були зацікавлені в залученні до цієї блокади максимальної кількості країн. Однак малі країни Європи, в тому числі скандинавські, не поспішали зближуватися зі сторонами, що воювали. З початку війни в Європі скандинавські країни проголосили нейтралітет. Спроби дипломатичного тиску не дали результатів, і військово-морські командування воюючих країн стали замислюватися над підготовкою операцій на півночі Європи. Англо-французькі союзники були зацікавлені в тому, щоб присікти поставки в Німеччину шведської залізної руди. Зі свого боку, командування німецького військово-морського флоту зайнялося вивченням можливості заняття опорних пунктів у Норвегії та Північної Данії.
8 квітня 1940 року 4 британських есмінця поставили мінне загородження біля входу в затоку, що вела до норвезького порту Нарвік. Уряд Норвегії вручив Англії ноту протесту.
Але вже на наступний день, 9 квітня, Німеччина напала на Норвегію (до того вона без опору окупувала Данію).
12 квітня Велика Британія направила на підтримку норвезьким військам свої сили. Пізніше в Норвегію були направлені французькі та польські війська. Однак внаслідок нерішучості та неузгодженості дій союзні англо-французько-польсько-норвезькі війська зазнали поразки і 8 червня 1940 року їх евакуювали з Норвегії.
Єдиним позитивним для Великої Британії підсумком цієї битви стали значні втрати німецького флоту протягом Норвезької операції.

### Поразка Франції
Невдачі зовнішньополітичного курсу привели до зміни уряду в Англії. 10 травня 1940 року новим прем'єр-міністром став В. Черчилль.В цей ж день розпочалося вторгнення німецьких військ до Франції, Бельгії та Нідерландів.

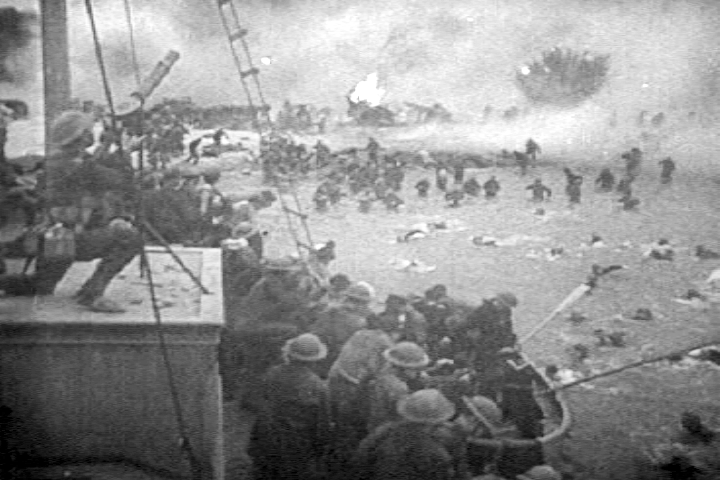
Евакуація британських військ з Дюнкерка

Прорив німецького бронетанкового клину через Арденни до Булоні поставив союзні англо-французькі сили у важке становище. 25 травня командувач Британськими експедиційними силами генерал Дж. Горт ухвалив рішення відступити до моря та евакуюватися до Англії. 27 травня британські війська почали евакуацію з Дюнкеркського плацдарму, а до 4 червня евакуація військ була закінчена (див. Операція «Динамо»). Британські війська, що залишилися у Франції (1-а англійська бронетанкова дивізія, 51-а північно-шотландська дивізія та 52-а південно-шотландська дивізія, всього 150 тис. осіб) очолив генерал А. Брук. Він зробив висновок, що становище безнадійне. У зв'язку з цим новоприбулі сили (1-а канадська дивізія) були посаджені назад на кораблі, а 15 червня британський експедиційний корпус був виведений з підпорядкування французької 10-ї армії та одночасно розпочав свою евакуацію.
16 червня новий французький прем'єр-міністр маршал Петен відправив Гітлеру прохання про перемир'я.

### Нейтралізація французького флоту
Після поразки Франції перед Великою Британією постала задача не дозволити Німеччині поставити французький військовий флот під свій контроль. 3 липня 1940 року Велика Британія захопила французькі кораблі у своїх портах. В цей ж день французький флот був атакований англійцями в Орані та деяких інших місцях і зазнав величезних втрат.
У відповідь французький уряд Віші розірвав дипломатичні стосунки з Великою Британією.

### Допомога США
Після поразки у Франції Велика Британія, по суті, втратила сухопутну армію. Основні втрати були понесені в тяжкому озброєнні. Починаючи з липня 1940 року, до Великої Британії стало надходити озброєння із США у великій кількості. Англія також потребувала допомоги у битві за Атлантику, а тому була також змушена просити у США 50 старих есмінців в обмін на оренду на 99 років військово-повітряних та військово-морських баз у Вест-Індії та на Ньюфаундленді.

### Ліквідація«п'ятої колони»
У самій Великій Британії існували прихильники Гітлера, зокрема, О. Мослі та Британський союз фашистів (БСФ).У травні-червні 1940 року Освальд Мослі разом з більшістю керівників БСФ був заарештований, а в липні вся фашистська організація була оголошена поза законом.
У липні 1940 року німці зробили невдалу спробу захопити герцога Віндзорського (колишнього короля Едуарда VIII, який у 1936 році зрікся від престолу через кілька місяців правління на користь свого брата Георга VI), відомого своїми симпатіями до Гітлера (див. операція «Віллі»). У разі окупації Британських островів Гітлер серйозно обговорював можливість реставрації на троні лояльного герцога. Проте англійська спецслужба запобігла цій спробі. Герцог Віндзорський, який проводив час в Португалії, був посаджений на британський військовий корабель та відправлений на Багамські острови губернатором.

### Битва за Британію

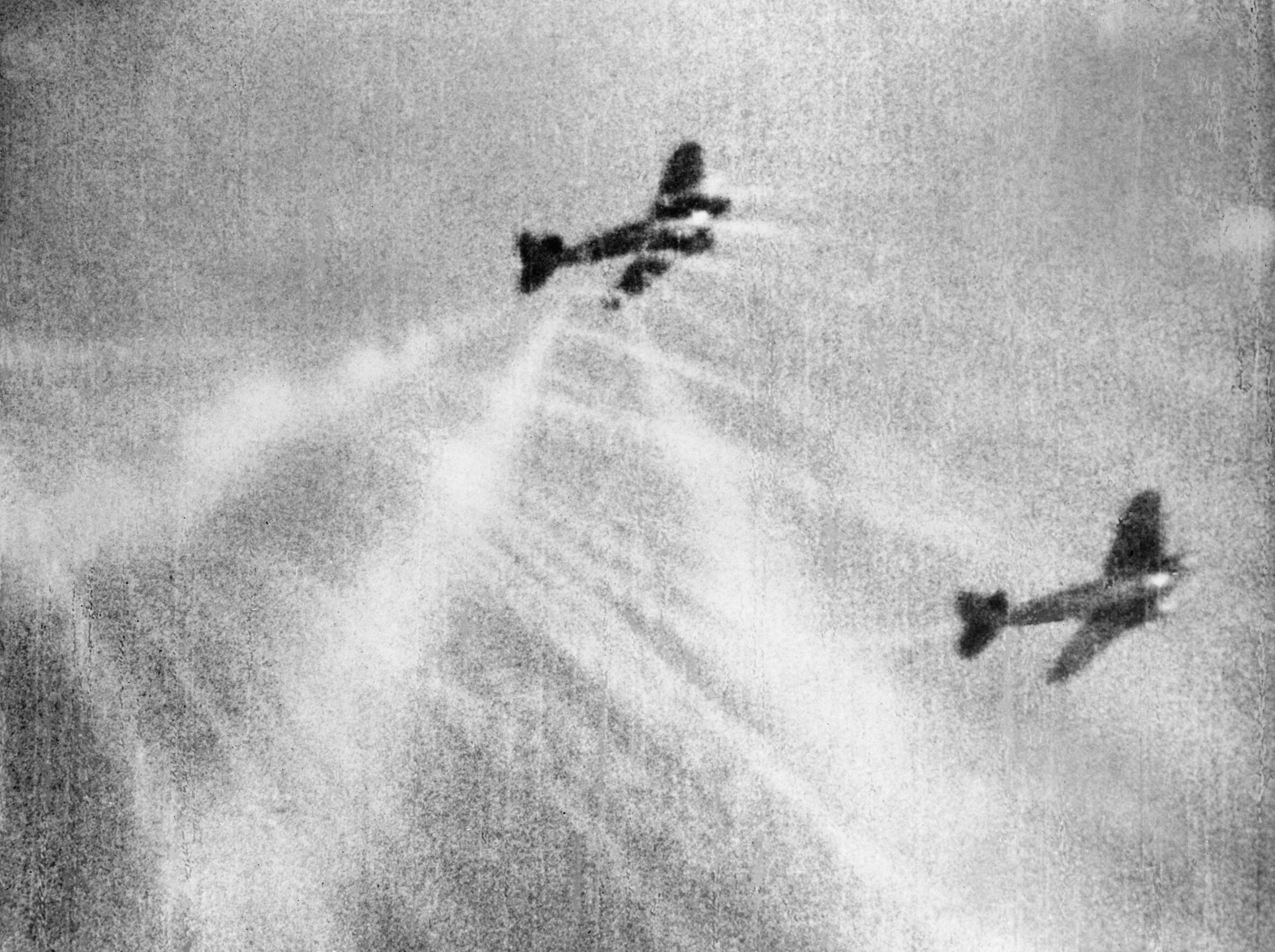
Повітряний бій у небі над Британією

Для Гітлера готовність британського уряду продовжувати війну виявилася несподіванкою. Вважають, що після перемоги над Францією Гітлер розраховував домогтися згоди британського уряду на компромісний мир на сприятливих для Великої Британії умовах. Мабуть, він не хотів, щоб конфлікт з Великою Британією призвів до серйозних наслідків. Тому Німеччина, щойно здобувши перемогу у Франції, почала підготовку до висадки на Британські острови. Основною передумовою до успіху операції «Морський лев» було завоювання панування в повітрі.
13 серпня 1940 року почалися масовані нальоти німецької авіації на Британію. Однак опір британської авіації не було зломлено, і 17 вересня Гітлер відклав, а 12 жовтня скасував операцію «Морський лев».
Німецька авіація продовжувала атакувати британські міста. 14-19 листопада німецький авіація здійснила руйнівні нальоти на Бірмінгем та Ковентрі, 29 грудня було завдано великої шкоди Лондону. Але ці атаки вже служили метою приховати підготовку Німеччини до війни з СРСР. Німецьке керівництво ухвалило рішення, що «якщо СРСР буде розгромлена, Англія втратить останню надію».
16 травня 1941 року основні сили люфтваффе були відправлені на Схід для підготовки вторгнення в СРСР.

### Військові дії на Близькому Сході та Північній Африці

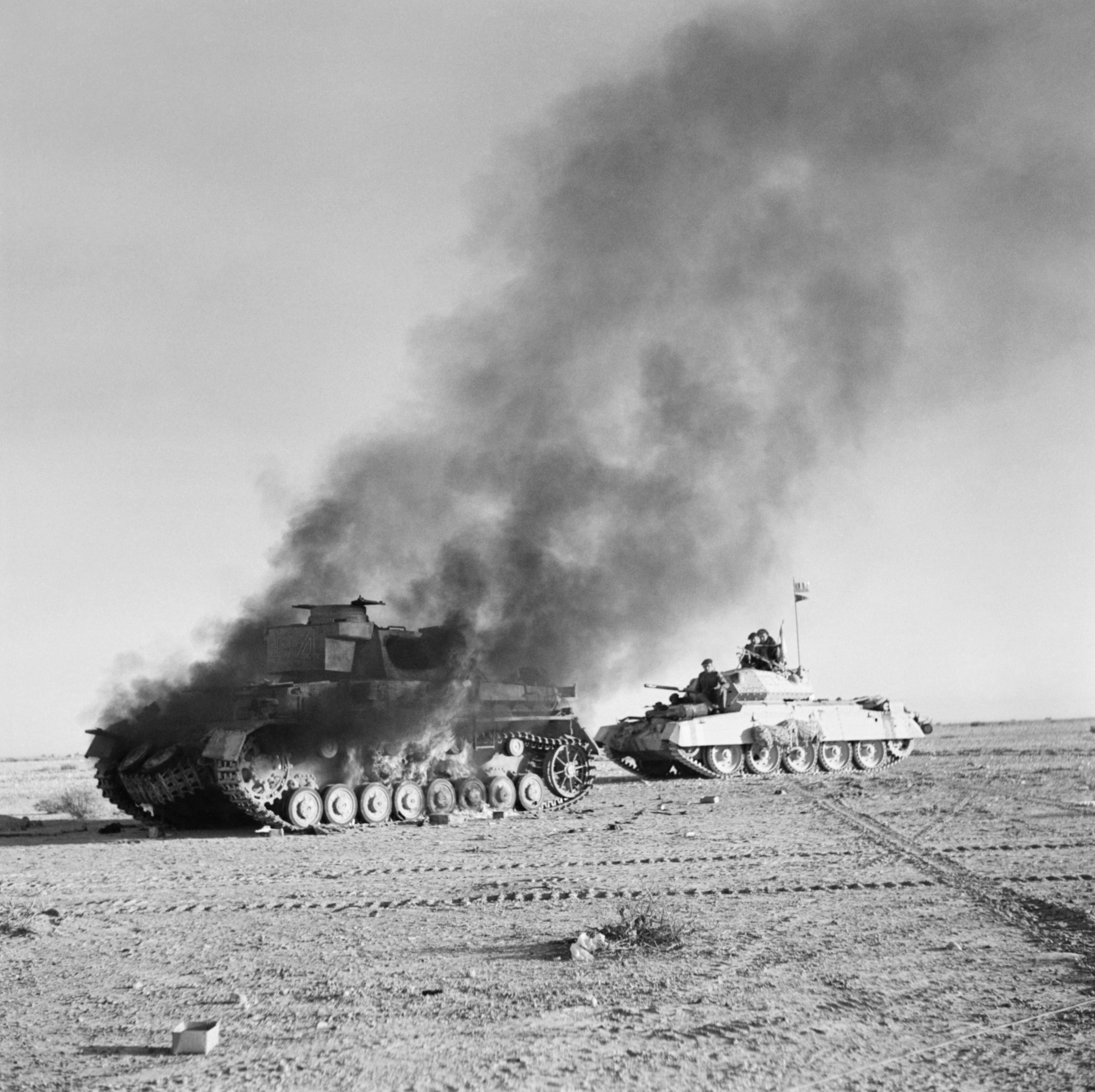
Танкова битва між британцями та німцями у Північній Африці

10 червня 1940 року Італія оголосила війну Великій Британії. Основні бойові дії велися на Середземному морі та в Африці.До цього часу в розпорядженні генерала А. Уейвелла в Єгипті було 50 тис. чоловік. Італійські колоніальні війська налічували близько 500 тис. чоловік.
На початку липня 1940 року італійські війська почали наступ в Східній Африці, в серпні 1940 року захопили Британське Сомалі, просунулися вглиб Кенії та вийшли на далекі підступи до столиці Судану Хартума. Почалося перекидання британських військ в Африку. 9 липня 1940 року на шляху від Мальти до Александрії відбулося перше зіткнення британського та італійського флоту, але в цілому італійський флот мало перешкоджав британцям зосереджувати сили в Африці.
13 вересня італійські війська вторглися в Єгипет та стали просуватися вздовж узбережжя Середземного моря. Британські війська, не здійснюючи опору, відійшли до лінії поблизу Мерси-Матрух. Тим часом, коли 28 жовтня 1940 року Італія напала на Грецію, британські війська взяли під контроль острів Крит. 11 листопада англійська авіація завдала удару по італійському флоту в Таранто та потопила 3 італійських лінкора.
9 грудня 1940 року розпочався британський наступ в пустелі поблизу Сіді-Баррані. Італійські війська зазнали важкої поразки і в результаті були вигнані з Єгипту. У 1941 році британські війська зайняли Еритрею та продовжили наступ в Ефіопії.
Однак у лютому-березні 1941 року в Північну Африку прибув німецький експедиційний корпус генерала Е. Роммеля. Окрім того, частина британських сил відволіклася на операцію на Балканах. Все це змістило чашу терезів в Північній Африці на сторону держав Осі. 31 березня 1941 року німецько-італійські війська перейшли в наступ, завдавши поразки англійцям під Ель-Агейла та відкинули їх до Єгипту.
1 квітня 1941 року розпочалося повстання в Іраку під керівництвом прихильника нацистської Німеччини Гайлані. Лише 31 травня англійцям вдалося відновити контроль над країною, а до влади прийшов новий, лояльний до Великої Британії уряд.

### Битва за Балкани

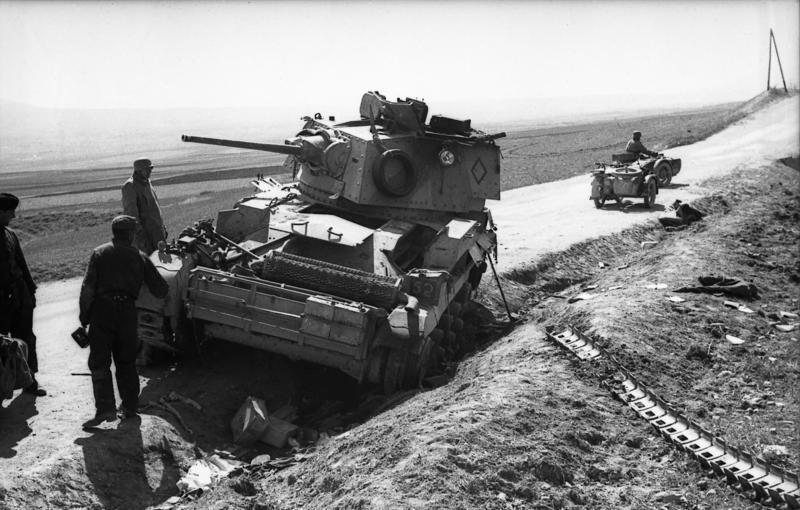
Підбитий британський танк у Греції

Черчилль згадував, що Велика Британія прагнула "створити проти неминучого наступу німців Балканський фронт, який би об'єднував Югославію, Грецію і Туреччину … Нам здалося, що якби за помахом нашої руки Югославія, Греція та Туреччина стали діяти спільно, то Гітлер тимчасово дав би Балканам спокій, або настільки б загруз в сутичці з нашими об'єднаними силами, що на цьому театрі війни виник би важливий фронт … "
Англійське командування ухвалило рішення про перекидання більшої частини Нільської армії з авіацією до Греції; 7 березня в Грецію прибули перші англійські війська. 28 березня 1941 року в морській битві біля мису Матапан з італійським флотом панування англійського флоту було закріплене, що зробило перевезення військ безперешкодним.
Активність Великої Британії на Балканах в багато чому сприяла зміщенню вектора агресії Німеччини. 1 березня 1941 року німецькі війська вступили до Болгарії; вони стали займати вихідні позиції для нападу на Грецію. 4 березня югославський принц Павло під натиском Німеччини погодився наслідувати приклад Болгарії, а 25 березня уряд Югославії приєднався до сталевого пакту. Однак 27 березня в результаті військового перевороту уряд був повалений, принц Павло був зміщений з поста регента, союз Югославії з Німеччиною був розірваний.
Тоді 6 квітня німецькі війська напали на Югославію та Грецію. Югославські та грецькі війська були розгромлені, 17 квітня Югославія капітулювала, 24 квітня за нею пішла Греція. Британські війська змушені були евакуюватися в Єгипет та на острів Крит. Грецький флот відплив у Александрію і перейшов під контроль англійців.
20 травня 1941 року почалася німецька операція по захопленню острова Крит. Британські війська зазнали важку поразку, їхні залишки змушені були евакуюватися, при цьому значних втрат поніс англійський Середземноморський флот.

## Воєнний союз із СРСР та США

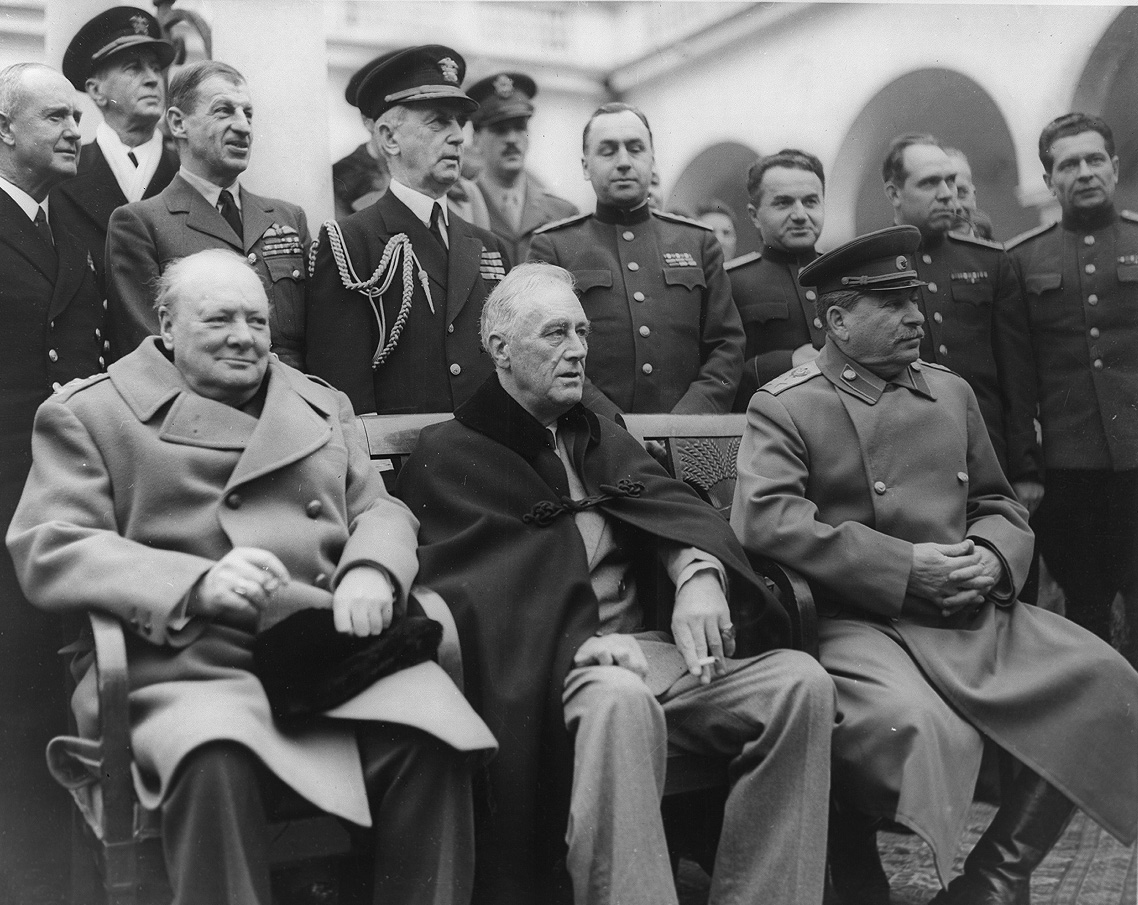
Сталін, Черчилль та Рузвельт на Ялтинській конференції. Лютий 1945 року

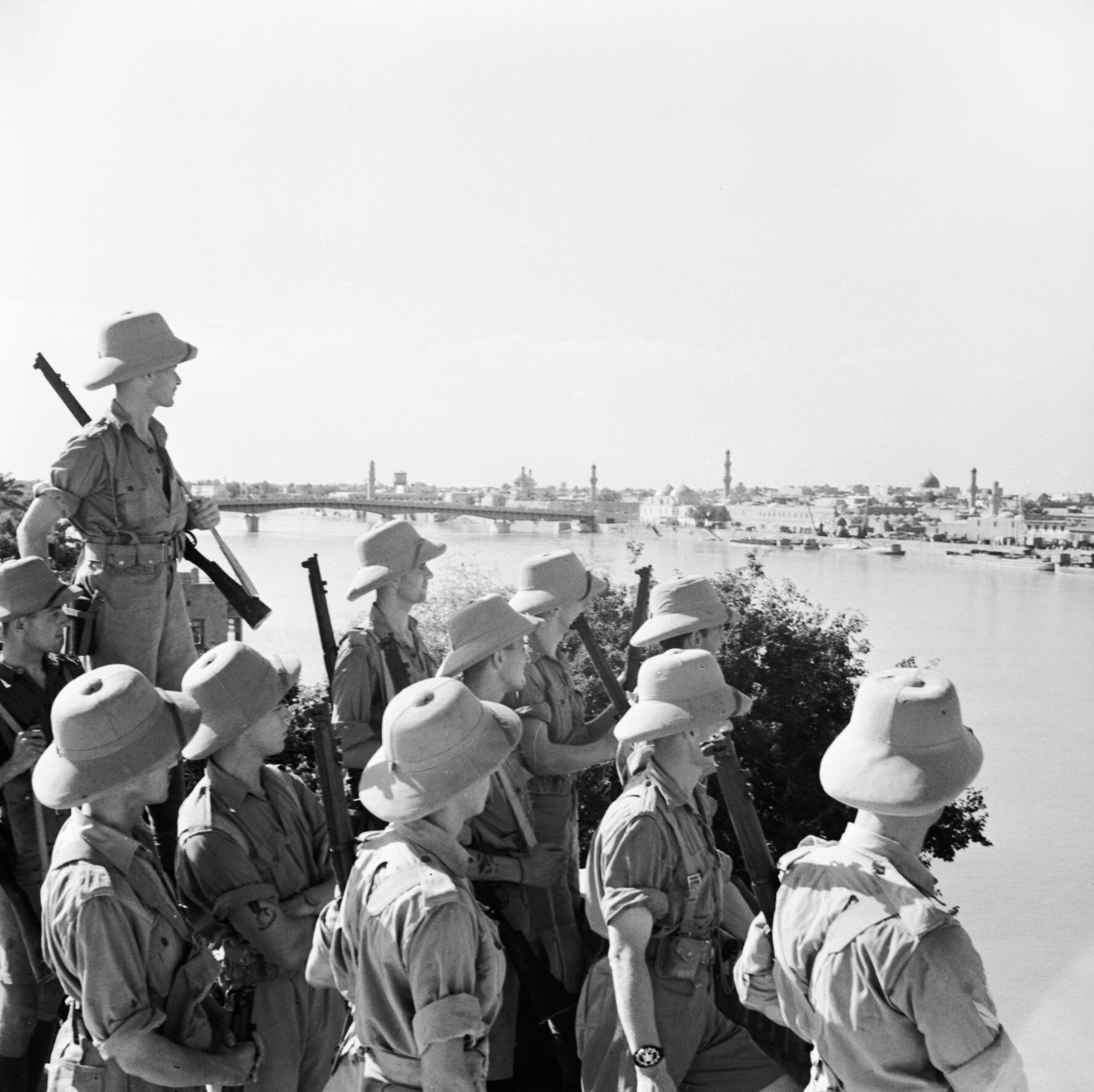
Британські солдати в Багдаді

10 травня 1941 року заступник Гітлера по партії Р. Гесс приземлився на парашуті у Великій Британії. Від імені фюрера він запропонував укласти мир між Великою Британією та Німеччиною. Однак, не дивлячись навіть на важке становище Великої Британії, британський уряд не пішов на поступки Німеччині, що б означало для англійців визнати власну поразку.
Тим часом тривали запеклі бої по всьому світу. 19 травня італійські війська капітулювали в Ефіопії. 27 травня британському флоту вдалося потопити німецький «Бісмарк» — грозу англійських морських комунікацій. 8 червня об'єднані сили британців та «вільних французів» вступили в Сирію, до 12 липня Сирія опинилася під контролем Великої Британії та військ «Вільної Франції».
Однак розпочатий британцями в червні 1941 року наступ у Північній Африці завершився невдачею.
Станом на той момент лише дві країни могли реально допомогти Англії в її боротьбі: США та СРСР. Уряд США підтримував Англію, однак усіма силами прагнув уникнути участі у війні. 11 березня 1941 року президент США Ф. Рузвельт підписав прийнятий Конгресом закон про ленд-ліз. 18 квітня США оголосили про розширення своєї зони безпеки в Атлантиці, таким чином, залишаючись невоюючою стороною, проте їхні кораблі почали патрулювати води Західної Атлантики. Почалося будівництво американських баз в Ґренландії, 7 липня 1941 року в зону відповідальності США була включена Ісландія, при цьому американський гарнізон замінив британські війська.
СРСР намагався не втручатися у війну Німеччини та Великої Британії. Напад Німеччини на СРСР 22 червня 1941 року посприяв послабленню тиску на Велику Британію. Уже в травні припинився повітряний наступ на Англію, зникла загроза вторгнення німецьких військ на Британські острови, полегшилось становище в Середземномор'ї. Прем'єр-міністр Англії В. Черчилль у той ж день зробив заяву:
12 липня 1941 року в Москві було підписано радянсько-британську угоду про спільні дії проти Німеччини. 16 серпня Велика Британія надала СРСР військовий кредит. 31 серпня в Архангельськ прибув перший британський конвой, а вже у вересні перші британські літаки взяли участь в бойових діях на радянсько-німецькому фронті. Велика Британія отримала нового союзника, покликаного нести основний тягар війни на суші, чого завжди прагнула британська зовнішня політика.
Послаблення позицій Великої Британії призвело до посилення позицій США на міжнародній арені. Значну напруженість викликало прагнення американських кіл використати поставки по ленд-лізу для обмеження британської світової торгівлі. Британський уряд змушений був зробити заяву, що матеріали, які постачаються з США не будуть використовуватися для виробництва товарів на експорт.
Проте, обставини вимагали спільних дій Великої Британії та США. 14 серпня 1941 року президент США Ф. Рузвельт та прем'єр-міністр Великої Британії В. Черчилль опублікували спільну заяву про цілі війни та принципи повоєнного устрою — так звану Атлантичну хартію.

### Окупація Ірану
Для забезпечення контролю над іранськими нафтовими родовищами, а також для створення прямого кордону британських володінь з СРСР 17 серпня 1941 року Велика Британія та СРСР надали ноту іранському уряду щодо вигнання німецьких агентів з країни. Після відмови іранського уряду британські війська на півдні і в центрі країни та радянські війська на півночі 25 серпня вторглися в Іран. 17 вересня був зайнятий Тегеран; за день до цього шах Ірану зрікся престолу на користь свого сина та втік з країни.
11 жовтня 1941 року аналогічну радянсько-британську ноту отримав уряд Афганістану.

### Північна Африка

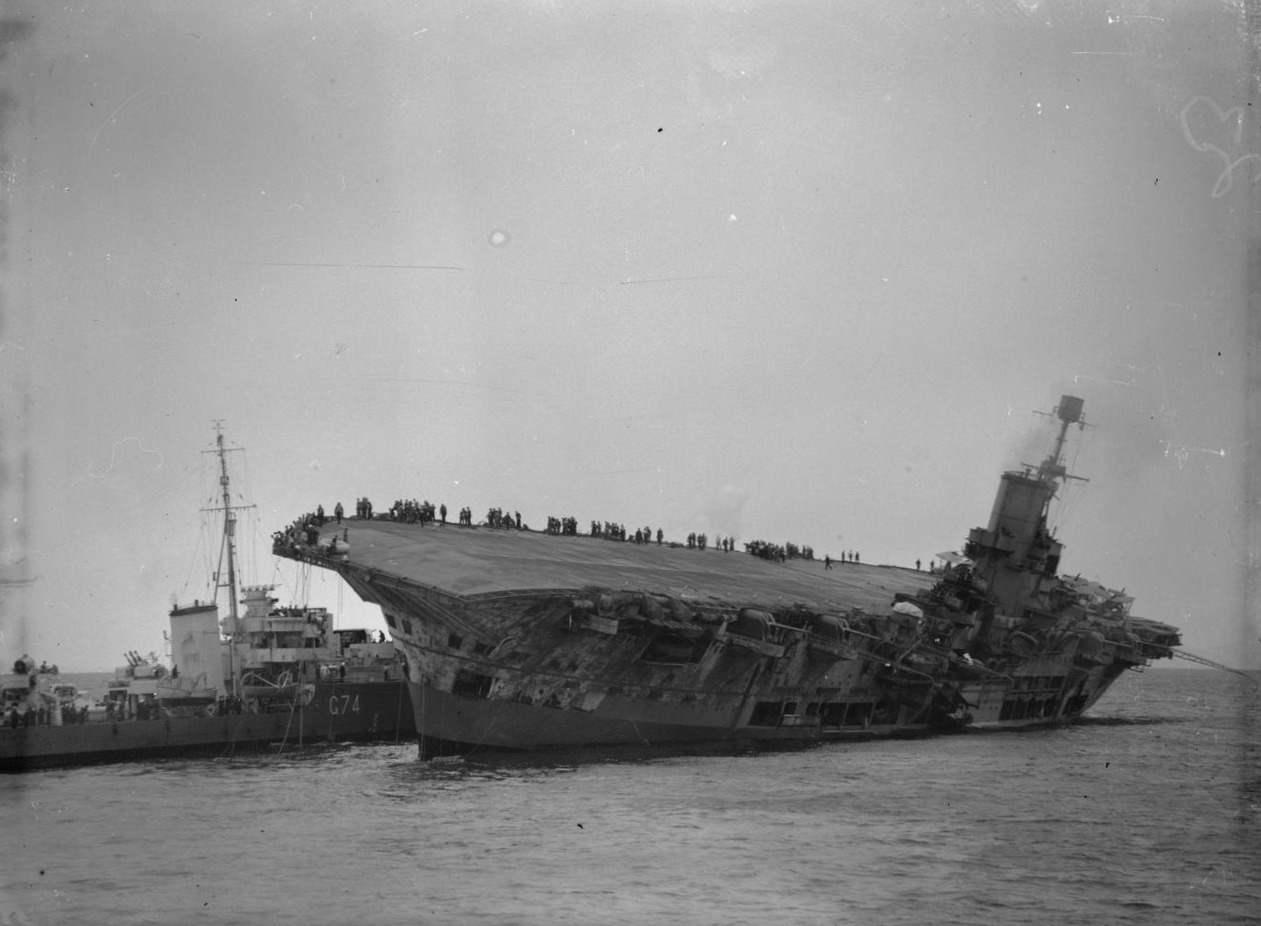
Затоплення авіаносця «Арк Роял»

Англійці продовжували успішно постачати необхідні ресурси своїм солдатам на Мальту та в Північну Африку, тоді як авіація і флот, базуючись в Мальті, значно порушували комунікації німецько-італійських військ у Північній Африці.
18 листопада 1941 року британські війська перейшли в наступ у Північній Африці та оволоділи всією Киренаїкою.
Оскільки багато в чому це було наслідком панування британців над комунікаціями в Середземномор'ї, Німеччина перекинула в Середземне море підводні човни. 13 листопада 1941 року був торпедований і наступного дня затонулий поблизу Гібралтару авіаносець «Арк Роял». Попереду були нові втрати, які привели до втрати панування британського флоту в Середземномор'ї. Для підтримки дій німецько-італійських військ на початку грудня 1941 року на Середземномор'я були перекинуті додаткові сили авіації і штаб 2-го повітряного флоту генерал-фельдмаршала А. Кессельрінга. Авіація піддала масивній атаці Мальту.
Відновлення нормального постачання сприяло посиленню німецько-італійських військ у Північній Африці. 21 січня 1942 року вони завдали удару у відповідь і до 7 лютого повернули собі майже всю Киренаїку, проте не змогли захопити Тобрук — важливий стратегічний пункт.
27 травня 1942 року почався новий наступ німецько-італійських військ. 8-а британська армія була відкинута в Єгипет до Ель-Аламейна; 21 червня був захоплений Тобрук. Британський флот відплив з Александрії у Червоне море, в Каїрі почали спалювати військові архіви.

### На Далекому Сході

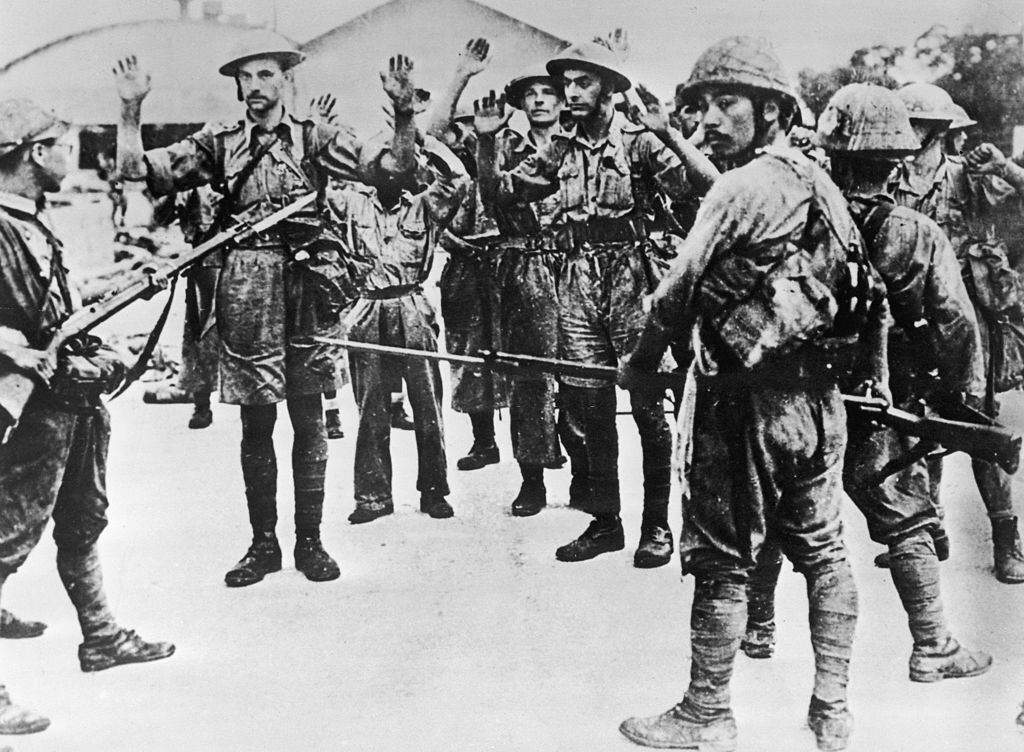
Британські солдати здаються японським військам у Сінгапурі

На Далекому Сході зіштовхнулися інтереси Японії, яка бажала розв'язати собі руки в Китаї, та західних держав: США, Великої Британії та Нідерландів, які цьому всіляко перешкоджали. Необхідно також враховувати той факт, що впливові британські домініони Австралія та Нова Зеландія насторожено відносилися до японської експансіоністської зовнішньої політики. Після того, як США 26 липня 1941 року ввела санкції проти Японії, а Велика Британія і Нідерланди приєдналися до них, Японія вирішила направити вектор своєї агресії на південь, проти США, британських володінь в Південно-Східній Азії та Голландській Індії.
З метою посилення своїх позицій на Далекому Сході Велика Британія посилила свій Східний флот лінкором «Принс оф Уельс» та лінійним крейсером «Ріпалс», які прибули в Сінгапур 2 грудня.
7 грудня 1941 року Японія завдала удару по американській військово-морській базі Перл-Гарбор. Наступного дня вона оголосила війну США та Великій Британії. Почалося вторгнення японських військ до Малайї. 10 грудня біля берегів Малайї японська авіація потопила обидва прибулих британських корабля, при цьому загинув головнокомандувач британським Східним флотом адмірал Т. Філліпс.
25 грудня був захоплений Гонконг, 15 лютого — Сінгапур.
В результаті захоплення Голландської Індії виникла безпосередня загроза Австралії. В цей час основні сили австралійської армії перебували в складі 8-ї британської армії в Єгипті. В кінці лютого 1942 року виникли серйозні розбіжності між британським урядом та урядом Австралії в частині подальших дій. Австралія все більше підпадала під вплив США, сюди були спрямовані американські війська; 17 березня в Австралію прибув американський головнокомандувач генерал Д. Макартур.

### Англо-американський союз
Враховуючи, що Німеччина та Італія оголосили 14 грудня 1941 року війну США, остаточно оформилися два табори протиборчих сторін: СРСР, США, Велика Британія з домініонами та деякі інші країни з одного боку, і Німеччина, Італія та Японія, з іншого (важливий виняток: Японія не оголосила війну СРСР).
22 грудня 1941 року в Вашингтоні розпочалася конференція з участю представників США та Великої Британії (конференція «Аркадія») з питання спільного ведення війни. Був створений Об'єднаний англо-американський штаб; британську місію очолив фельдмаршал Д. Ділл.
4 квітня 1942 року були розподілені зони відповідальності США та Великої Британії, при цьому до зони відповідальності Великої Британії відійшли Близький та Середній Схід, а також Індійський океан, до зони відповідальності США — Тихий океан, Китай, Австралія, Нова Зеландія і Японія; Європа та Атлантика склали зону спільної відповідальності.

### Індія та Індійський океан
Після захоплення Сінгапуру частина японських військ була спрямована в Бірму. 8 березня 1942 року вони захопили столицю Бірми Рангун, що створило безпосередню загрозу Індії; в кінці квітня вони порушили сухопутний зв'язок британських володінь з Китаєм. В березні-квітні 1942 року японський флот та авіація завдали ударів по Цейлону та нанесли нову поразку британському Східному флоту. Решта кораблів були відведені в Східну Африку. Дії японського підводного флоту паралізували судноплавство в Індійському океані.

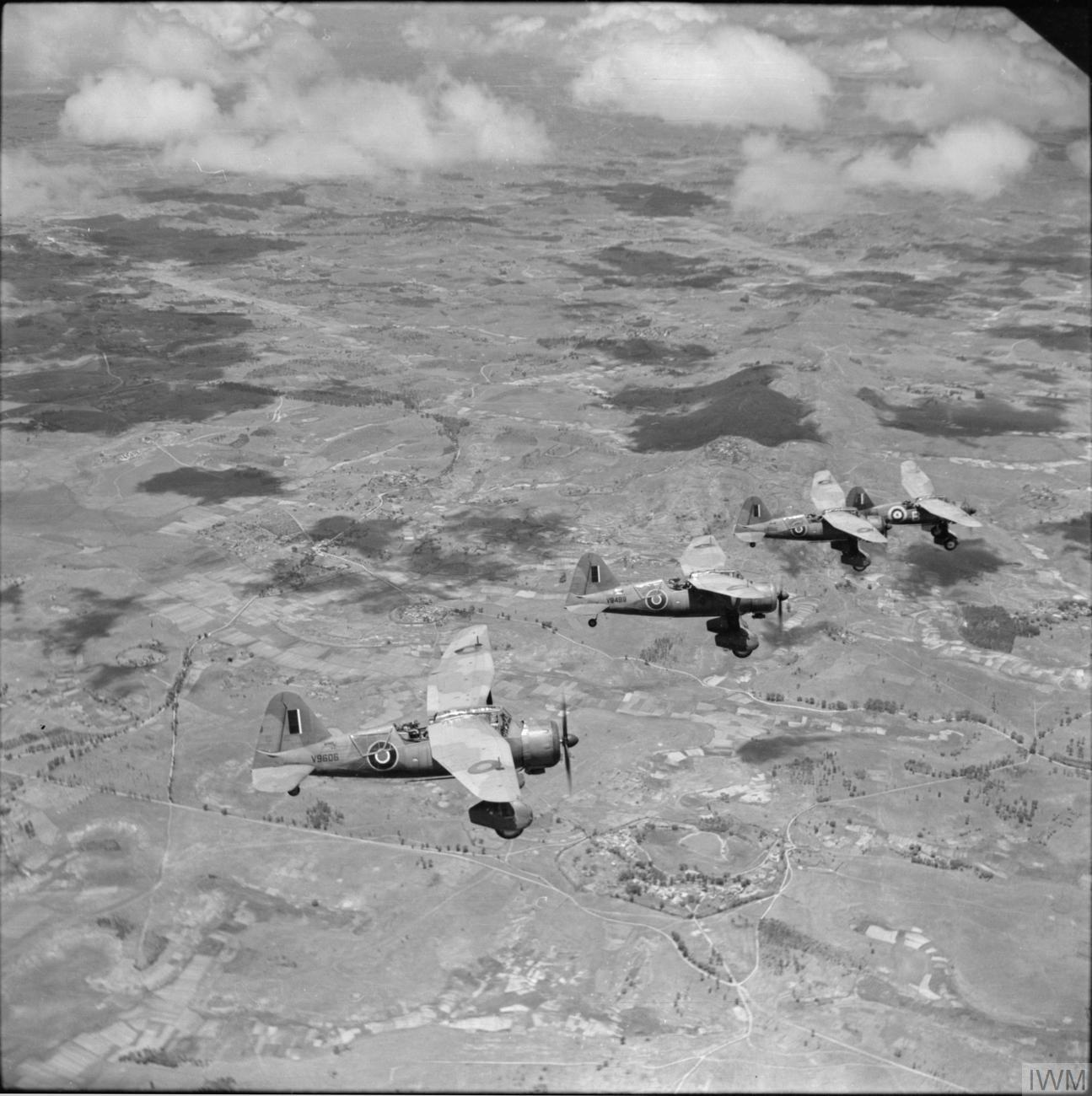
Британські ВПС на Мадагаскарі

Поразки Англії привели до зниження її престижу в Індії. 22 березня 1942 року спеціальний представник англійського уряду Стаффорд Кріппс прибув до Делі з пропозицією:
Однак індійський Національний конгрес відкинув ці пропозиції, оскільки в них не передбачалося створення національного уряду в роки війни. М. Ганді писав у своїй газеті 10 травня:
У серпні 1942 року Всеіндійський комітет Національного конгресу прийняв резолюцію про початок кампанії громадянської непокори. У відповідь британська адміністрація заарештувала керівництво Конгресу. Згідно індійським джерелам, організований британськими властями голод в Бенгалії у відповідь на непокору британській адміністрації забрав життя 3,5 млн людей.
Тим часом британські війська 5-7 травня висадилися на Мадагаскарі і до листопада 1942 року взяли острів під свій контроль. Японія до того часу направила вектор своєї агресії на захід, у Коралове море та на острів Мідуей. Таким чином, її тиск в басейні Індійського океану зменшився.

## Перелом у війні

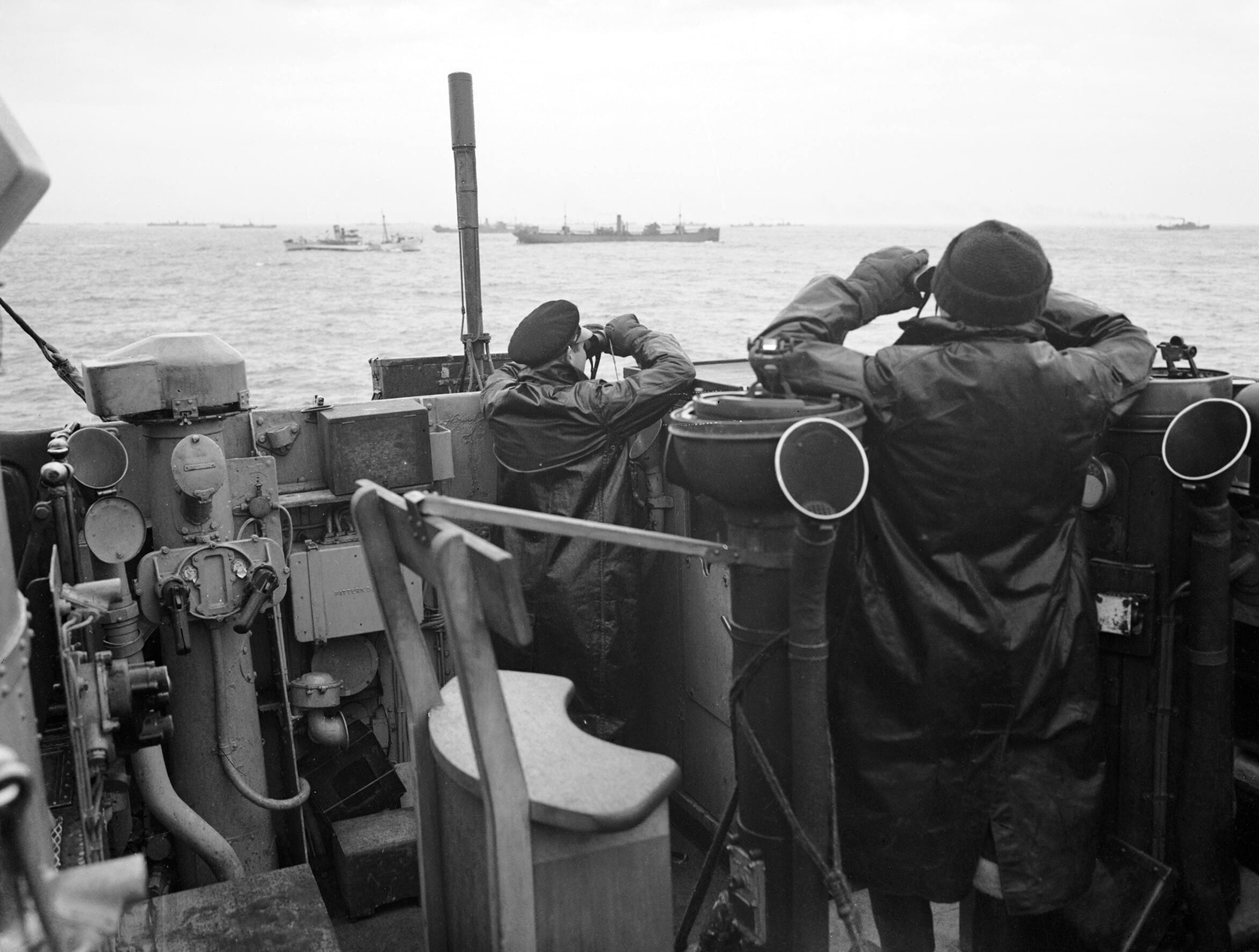
Офіцери на мостику британського есмінця ведуть спостереження

### Перелом у битві за Атлантику
Як і раніше, найважливіше значення для Великої Британії мало забезпечення стійкості морських комунікацій, в першу чергу, у Північній Атлантиці. В травні-жовтні 1942 року дії німецьких підводних човнів були найрезультативнішими. Лише восени вони були витіснені з прибережної зони західної частини Атлантичного океану, різко зросли також втрати німецьких підводних човнів (22 човни за перше півріччя 1942 року та 66 човнів — за друге). Наприкінці 1942 року втрати британського торгового флоту становили менше тоннажу новозбудованих кораблів.
Однак у лютому-березні 1943 року активність німецького підводного флоту знову посилилася. Знову зросли втрати торгового флоту.
Лише починаючи з квітня 1943 року відзначений якісний та кількісний ріст протичовнових сил союзників, скорочення їх втрат в тоннажі та зростання втрат німецьких підводних човнів, при цьому приріст союзного тоннажу став перевищувати втрати.

### Нальоти британської авіації на Німеччину

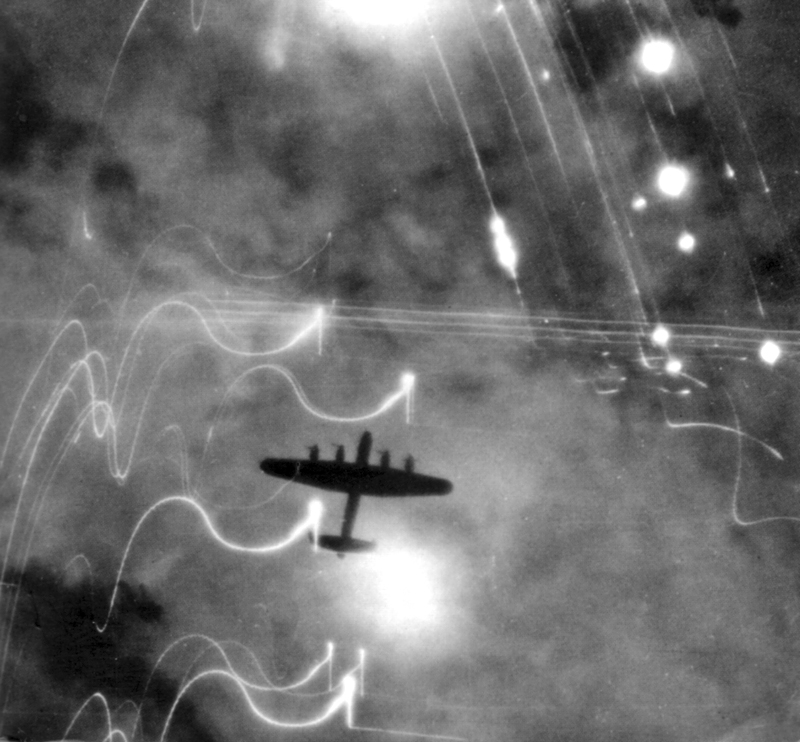
Avro Lancaster над Гамбургом

У березні 1942 року британська авіація почала бомбардування німецьких міст. З кінця квітня почалося перекидання в Англію американської авіації, яка в червні 1942 року була зведена в 8-у повітряну армію. Перший наліт на Німеччину був нею зроблений в серпні 1942 року.
Основні зусилля наприкінці 1942 — початку 1943 років британська авіація зосередила на бомбардуванні німецьких корабелень, морських об'єктів та військово-морських баз. Починаючи з весни 1943 року акцент був зміщений на бомбардування промислових об'єктів, особливо Рурського району. Дії британської стратегічної авіації стали набувати все більш активного та цілеспрямованого характеру.
У зв'язку зі збільшеним опором німецької ППО влітку 1943 року було вирішено зосередити зусилля на знищенні винищувальної авіації та заводів, що випускають винищувачі.
Пізніше стратегічні бомбардування були підпорядковані цілям підготовки до майбутньої висадки союзних військ у Франції.

### Перемога у Північній Африці

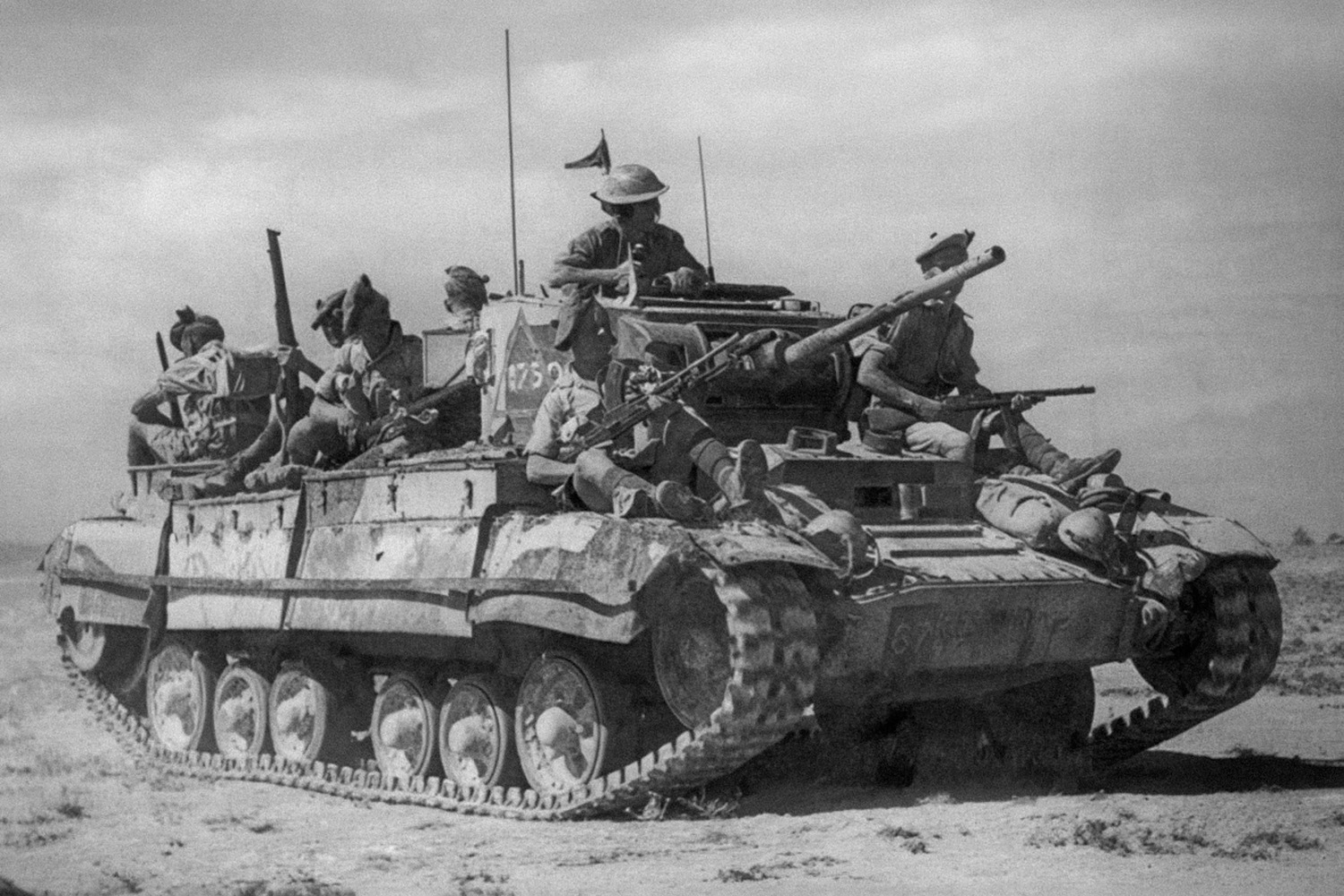
Британський танк «Валентайн» з піхотою на броні

Після поразки у травні-червні 1942 року новим головнокомандувачем у Північній Африці був призначений генерал Х. Александер. Новим командувачем 8-ї британської армією в Єгипті став генерал Б. Монтгомері. Розпочатий ним 23 жовтня наступ у Ель-Аламейна завершився поразкою німецько-італійських військ. 13 листопада британські війська повернули Тобрук.
Тим часом 8-10 листопада 1942 року у Північній Африці (в Алжирі, Орані та Касабланці) висадилися американські та британські війська (6 американських та 1 британська дивізії). Французький головнокомандувач збройними силами Віші адмірал Ф. Дарлан віддав наказ про припинення опору. До кінця листопада англо-американські війська зайняли Алжир та Марокко і вступили в Туніс, проте були зупинені перекинутими в цей район німецькими та італійськими військами.
У січні 1943 року просування 8-ї британської армії в Лівії продовжилося. 23 січня вона зайняла Триполі і 4 лютого перетнула кордони Тунісу. 31 січня американський генерал Д. Ейзенхауер об'єднав під своїм командуванням всі союзні війська в Північній Африці, британський генерал Х. Александер очолив 18-у групу армій. У березні 1943 року 1-а та 8-а британські армії відновили своє просування, і 13 травня 1943 року німецько-італійські війська в Тунісі капітулювали.

### Висадка у Італії

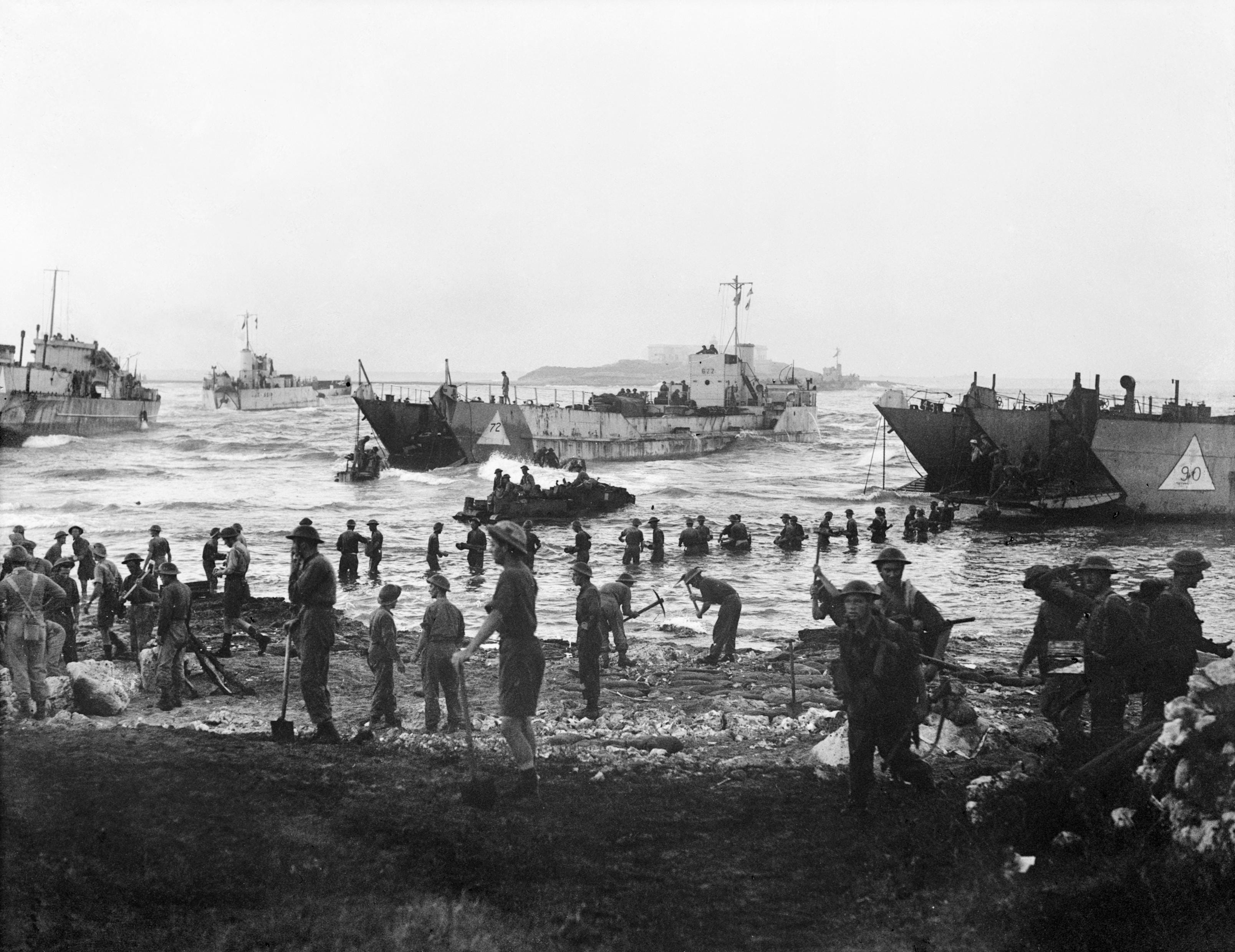
Британські війська на Сицилійському узбережжі

10 липня 1943 року англо-американські війська, об'єднані в 15-у групу армій, висадилися на Сицилії і до середини серпня повністю зайняли острів, 3 вересня вони висадилися на півдні Апеннінського півострова, що призвело до падіння уряду Б. Муссоліні та виходу Італії з війни.
У відповідь німецькі війська роззброїли майже всю італійську армію та зайняли більшу частину країни. На початок листопада вони відійшли на підготовлені оборонні позиції на річці Гарільяно та річці Сангро. Спроби англо-американських військ прорвати оборону не увінчалися успіхом.
У грудні 1943 року зони відповідальності США і Великої Британії в Європі були розділені: Верховним командувачем союзними військами на північному заході Європи став американський генерал Д. Ейзенхауер, Верховним командувачем союзними військами в Середземномор'ї — британський генерал Г. Вілсон.

### Бірманський фронт

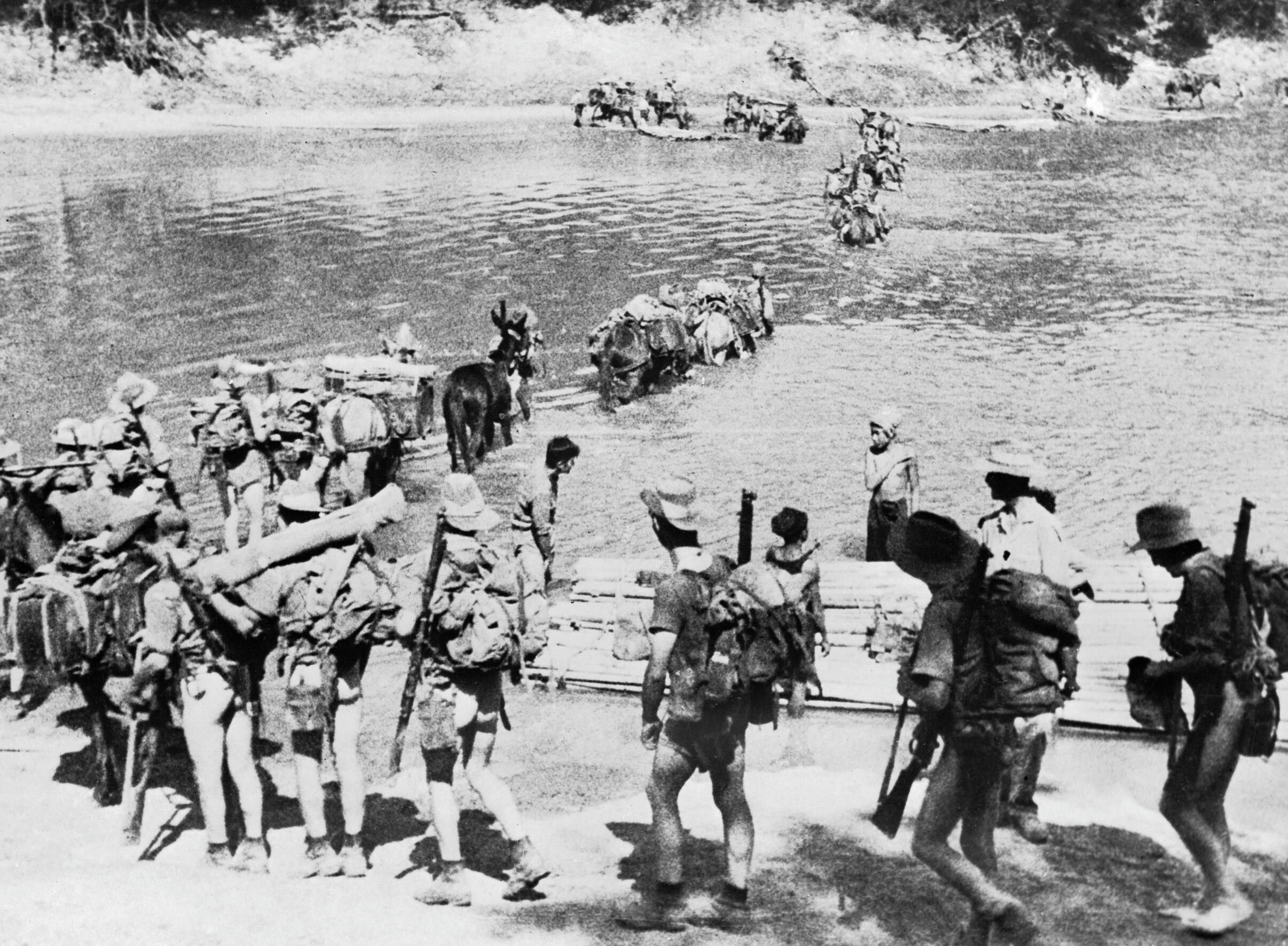
Чіндіти переправляються

Після відступу залишків англо-індійських військ з Бірми до Індії англійський головнокомандувач генерал А. Уейвелл зробив реорганізацію індійської армії. Скориставшись відсутністю активних бойових дій, він зайнявся терміновим формуванням та підготовкою нових з'єднань, були створені індійські ВПС.
Однак розпочатий наприкінці 1942 року наступ в Бірмі завершився невдачею. Не привели до успіху і дві наступальні операції на початку 1943 року на Араканському узбережжі і в Центральній Бірмі.
Таким чином, в бойових діях в Бірмі не було досягнуто вирішального успіху. Основні битви в цьому регіоні у 1942-43 роках відбувалися між Японією та США на Тихому океані.

## Перемога над Німеччиною
З 22 червня 1941 року основні сили вермахту вели бойові дії на Східному фронті проти СРСР. Радянський Союз наполягав на відкритті другого фронту проти Німеччини в Європі. Однак В. Черчилль усіма силами відтягував висадку у Франції. У підсумку вона не відбулася ні в 1942 році, ні в 1943 році.

### Звільнення Франції

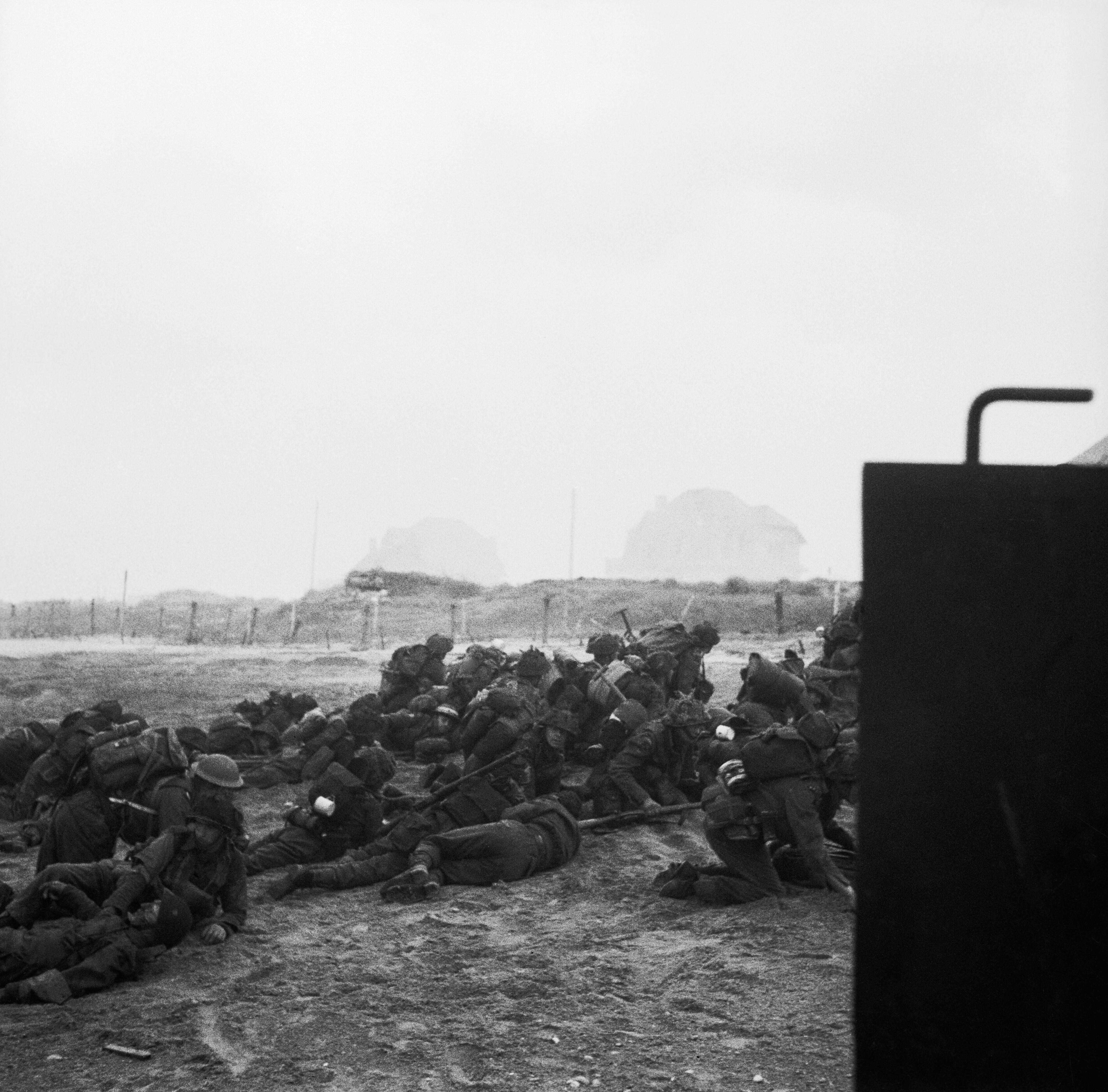
Британські війська висаджуються на узбережжі Нормандії

6 червня 1944 року розпочалася висадка англо-американських військ у Франції. Успіху десантної операції сприяло повне панування англо-американського флоту та авіації.
25 липня розпочався наступ союзних військ у північно-західній Франції. До цього часу були зосереджені сили 1-ї американської, 2-ї британської та 1-ї канадської армій; незабаром в бій вступила третя американська армія. Загальне керівництво сухопутними військами здійснював британський генерал Б. Монтгомері, Верховне командування союзними військами залишалося за американським генералом Д. Ейзенхауером. До кінця серпня німецькі війська на півночі Франції зазнали важкої поразки.
Висадка союзних (американських та французьких) військ на півдні Франції 15 серпня змусила німецькі війська покинути південь країни. До 10 вересня 1944 року союзні війська, що наступали з півночі та з півдня Франції, з'єдналися.

### Становище на Балканах
У результаті розгрому Румунії (у серпні 1944 року), окупації Болгарії (у вересні), просування радянських військ в Югославію та Угорщину (у вересні-жовтні) вплив СРСР на Балканах зріс. Це не могло не стурбувати уряд Великої Британії. В. Черчилль згадував, як на англо-радянській конференції в Москві в жовтні 1944 року він звернувся до Сталіна:
Сталін погодився на пропозицію Черчилля.
Побоюючись посилення комуністичного впливу в Греції, В. Черчилль наполіг на висадці в Греції британських військ, яка розпочалася 4 жовтня 1944 року. Однак грецький комуністичний рух підняв повстання, яке охопило всю столицю. Справа дійшла до прямого зіткнення британських та грецьких комуністичних військ. У грудні в Грецію з Італії прибув фельдмаршал Х. Александер, який незабаром змінив Вілсона на посту Верховного командувача на Середземномор'ї. До середини січня 1945 року британські війська взяли під контроль всю Аттику. 11 січня було підписано перемир'я, за яким прокомуністичні озброєні сили були розпущені.
Ці події отримали несприятливий для Великої Британії відгук у світі, в тому числі і в США. Однак І. В. Сталін утримався від втручання.

### Наростання розбіжностей між Великою Британією і СРСР
У той час як питання про вплив на Балканах було вирішене досить швидко, принаймні на папері, першим великим каменем спотикання у відносинах між західними союзниками, в першу чергу Великою Британією, та СРСР, стало питання про Польщу. Основні розбіжності викликав принцип формування польського уряду. Радянська сторона наполягала на створенні по суті маріонеткового прорадянського уряду, лояльність якого повинна бути гарантією від продовження політики, що проводилася до війни.
Ялтинська конференція союзників у лютому 1945 року не вирішила остаточно це питання.
В. Черчилль писав у своїх мемуарах:
Однак Черчилль не знайшов підтримки у американських союзників, які грали все більш визначальну роль в англо-американському союзі.

### Вторгнення у Німеччину

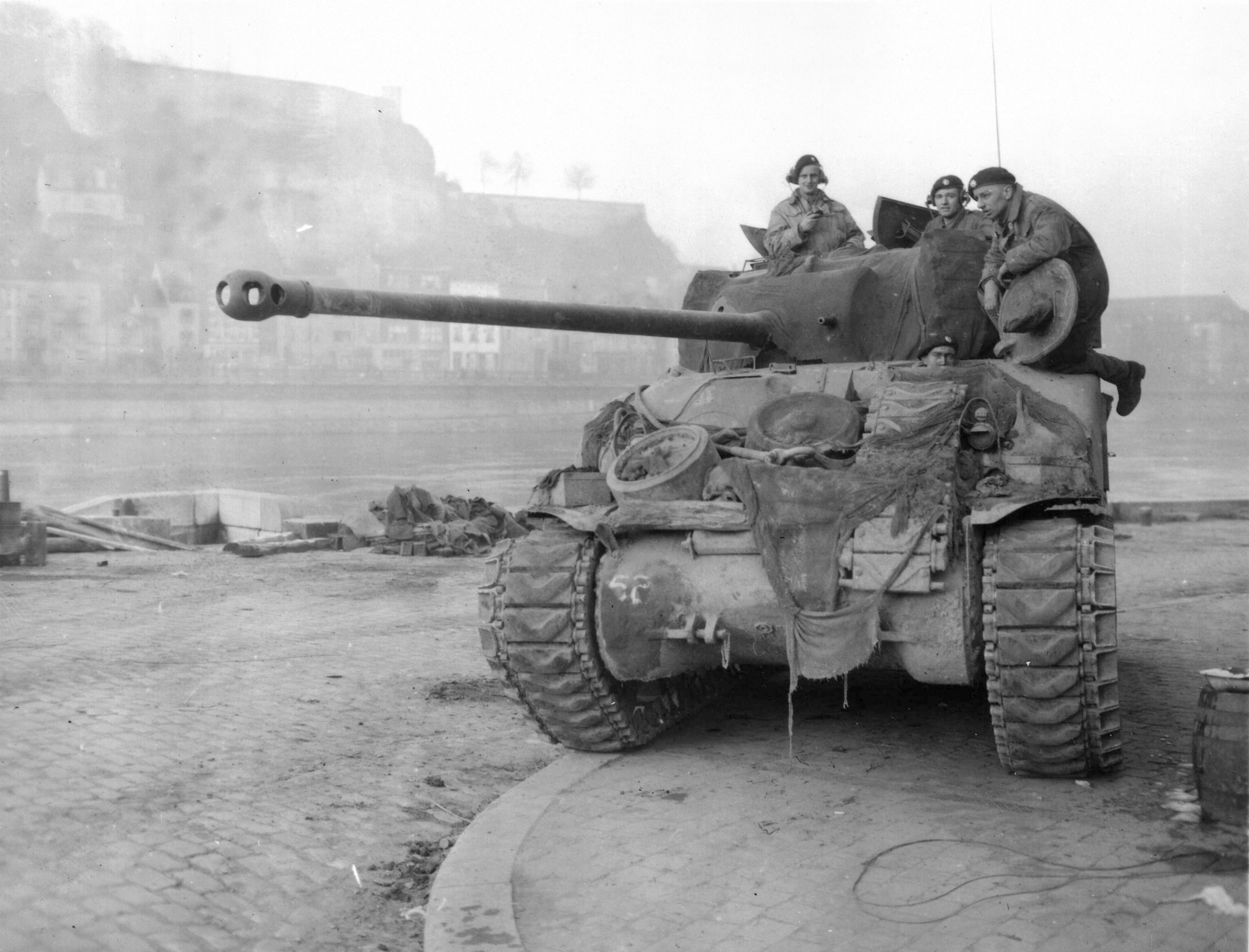
Британський танк Sherman Firefly у Намюрі

16 грудня 1944 року німецькі війська перейшли в генеральний наступ у Арденнах.
22 грудня 3-а американська армія під командуванням генерала Дж. Паттона розпочала контрнаступ на німецьку виступ з півдня, та атакувала його з південного флангу, поставивши німців під загрозу оточення. Погода в Арденнах покращилася і авіація союзників почала бомбити позиції німецьких військ та їхні лінії постачання. 24 грудня американські та британські війська зупинили наступ супротивника на підступах до річки Маас. До 24 грудня в результаті опору англо-американських військ німецький наступ остаточно видихнув і німецькі війська почали відступати на вихідні позиції. Німецький наступ в Арденнах як стратегічна операція закінчилася повним провалом. Стратегічна ініціатива безповоротно перейшла до союзників і вони почали наступати на Німеччину.

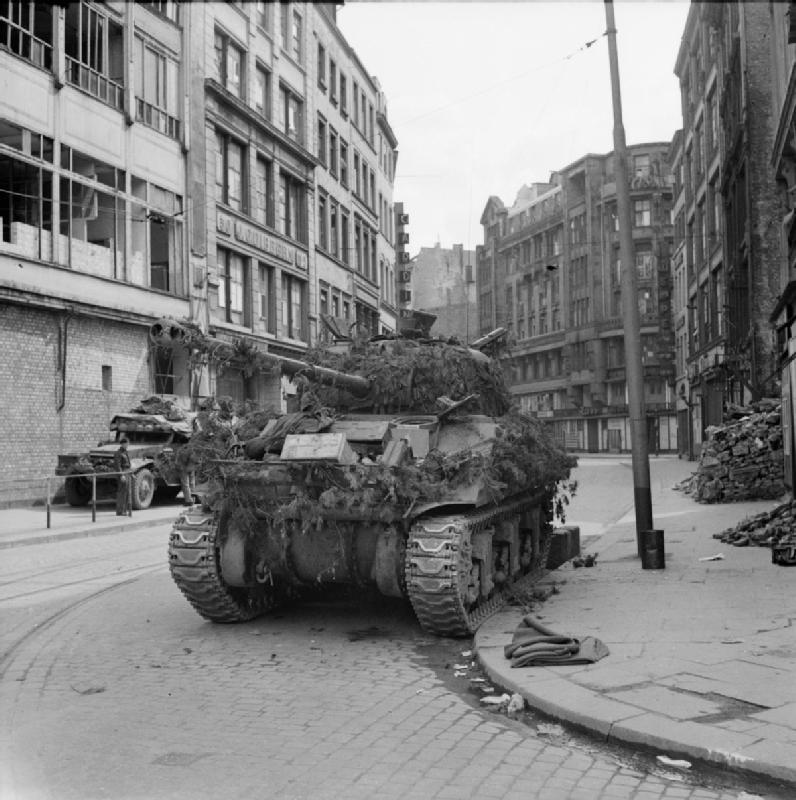
Британський танк у Гамбурзі

На початку 1945 року британська авіація відновила повітряні нальоти на німецькі міста з метою тероризувати населення та посіяти паніку серед цивільного населення та біженців. У середині лютого відбувся спустошливий наліт на Дрезден, який практично стер з лиця землі центр міста (див. Бомбардування Дрездена).
У лютому-березні 1945 року союзні британські, американські та французькі війська відкинули німецькі війська за Рейн. В. Черчилль наполягав на якнайшвидшому просуванні на Берлін. Однак Верховний командувач союзними військами в Європі генерал Д. Ейзенхауер збирався продовжити наступ уздовж осі Ерфурт-Лейпциг-Дрезден і на Регенсбург-Лінц. Він не збирався вступати з радянською армією в гонку за Берлін.
2 травня після штурму столиця Німеччини Берлін була захоплена радянськими військами.

### Завершення війни в Італії
Важка та кровопролитна кампанія в Італії тривала з вересня 1943 року до самого кінця війни. 4 червня 1944 року союзні війська вступили в Рим і до 15 серпня вийшли на укріплену лінію на південний схід від Ріміні, Флоренція та річки Арно.
Однак розпочатий восени 1944 року наступ не увінчався успіхом. Лише 9 квітня 1945 року новий наступ союзних військ призвів до прориву німецького фронту. 2 травня 1945 року Верховний командувач союзними військами в Середземномор'ї фельдмаршал Х. Александер прийняв капітуляцію німецької групи армій «C».

### Завершення війни у Німеччині
Британські війська просувалися до Німеччини на північному фланзі союзного фронту.
4 травня 1945 року німецькі війська на північному заході капітулювали перед 21-ю групою армій фельдмаршала Б. Монтгомері, яка окупувала Данію, Шлезвіг-Гольштейн та частина Мекленбурга.
У ніч на 7 травня у ставці Д. Ейзенхауера в Реймсі генерал А. Йодль від імені німецького командування підписав акт про беззаперечну капітуляцію Німеччини. Радянська сторона висловила категоричний протест проти таких односторонніх дій, і 8 травня в передмісті Берліна Карлхорсті в присутності представників СРСР, США, Великої Британії та Франції було підписано акт про беззаперечну капітуляцію збройних сил Німеччини.
Однак в зоні британської окупації німецькими військами продовжували командувати німецькі генерали: Г. Ліндеман в Данії, Г. Блюментрітт в північно-західній Німеччині та Й. Бласковіц в Голландії та на заході від річки Везер. У Норвегії німецькі війська здали зброю, при цьому не були визнані військовополоненими та зберегли свою структуру. Як писав Черчилль у своїх мемуарах,
Тільки 23 травня по вимогу СРСР і США британська влада заарештувала німецький уряд на чолі з грос-адміралом К. Деніцем.

## Перемога над Японією

### Перемога у Бірмі
У серпні 1943 року було створено Об'єднане командування союзних військ у Південно-Східній Азії на чолі з британським адміралом лордом Маунтбеттеном. У грудні 1943 року 14-у британсько-індійську армію очолив генерал В. Слім.
У березні-липні 1944 року британцям вдалося відбити японський наступ в районі Імпхалу, потім у результаті контрнаступу 14-а британсько-індійська армія зайняла Північну Бірму, в лютому 1945 року форсувала широководну річку Іраваді і в березні під Мейктілойлом завдала поразки японцям, після чого 2 травня зайняла столицю Бірми Рангун.

### Далекий Схід
Велика Британія хотіла брати участь у все більшій кількості кампаній завершального періоду війни. У листопаді 1944 року був сформований британський Тихоокеанський флот. У березні 1945 року він розгорнув операції на Тихому океані під головним командуванням американського адмірала. Проте Японія капітулювала набагато раніше, ніж британські війська прибули на Далекий Схід. Таким чином, в завершальній стадії війни брали участь лише британський флот і об'єднані сили Австралії та Нової Зеландії.

## Підсумки війни
Основним підсумком війни з точки зору Великої Британії стало збереження незалежності країни. У той ж час, Велика Британія витратила на війну більше половини своїх іноземних капіталовкладень, зовнішній борг до кінця війни досяг 3 млрд фунтів стерлінгів. Вона вкрай потребувала зовнішньої допомоги для свого відновлення. Багато міжнародних ринків були нею загублені. Отже, Велика Британія втратила роль світового лідера, а в перший ряд наддержав вийшли США та СРСР.
До підсумків Другої світової війни можна віднести розпад Британської імперії. Падіння престижу Британської імперії в період невдач дорого їй обійшовся. У післявоєнний період велика частина британських колоній здобула незалежність, хоча певні зв'язки з колишньою метрополією зберігаються в рамках Співдружності.
Втрати та витрати під час війни привели до величезного дефіциту платіжного балансу. Закордонні капіталовкладення скоротилися на чверть. Торговий флот скоротився більш ніж на чверть, а прибуток від нього в післявоєнні роки у реальному вираженні так і не досяг довоєнного рівня. Дефіцит платіжного балансу на довгі роки став хронічним.
Доводилося економити, і вже на початку 1948 року було заборонене зростання заробітної плати, незважаючи на зростання цін і податків. У 1949 році були скасовані шкільні безкоштовні сніданки та безкоштовний проїзд школярів у автобусах.
Після війни виробництво у Великій Британії стало зростати, головним чином за рахунок наукових галузей промисловості: електроніки і, зокрема, виробництва ЕОМ, літакобудування, виробництва реактивних двигунів, хімічних виробів. У перші повоєнні роки Велика Британія виробляла до 2/3 всіх автомобілів Західної Європи. Все це мало на світовому ринку великий попит.
У 1948 році загальний індекс промислової продукції досяг довоєнного рівня. Велика Британія відновила свою частку в світовому експорті.
Післявоєнний лейбористський уряд скасував антипрофспілкові закони 1927 року, ввів нову систему охорони здоров'я, соціального страхування та обмежило права палати лордів, яка надалі могла затримати прийняття закону не більше ніж на рік.
Зарплата жінок в післявоєнний період становила 52-55 % від зарплати чоловіків. Нормування продуктів після війни не тільки не було скасовано, але і було поширене на хліб (червень 1946 року) та на картоплю (листопад 1947 року), чого не було навіть під час війни. Норми відпуску продуктів за картками були скорочені. Картки на продукти зберігалися аж до 1953 року.
За даними В. Черчилля, збройні сили Великої Британії за роки Другої світової війни втратили вбитими та зниклими безвісти 303 240 чоловік, а разом з домініонами, Індією та колоніями — 412240 чоловік. Втрати цивільного населення склали 67100 чоловік, втрати риболовецького та торгового флоту — 30 000 чоловік.

### Армія
- Atkinson, Rick. The Day of Battle: The War in Sicily and Italy, 1943—1944 (2008) excerpt and text search [Архівовано 13 вересня 2016 у Wayback Machine.]
- Buckley, John. British Armour in the Normandy Campaign 1944 (2004)
- D'Este, Carlo. Decision in Normandy: The Unwritten Story of Montgomery and the Allied Campaign (1983). ISBN 0-00-217056-6.
- Ellis, L.F. The War in France and Flanders, 1939—1940 (HMSO, 1953) online [Архівовано 5 грудня 2014 у Wayback Machine.]
- Ellis, L.F. Victory in the West, Volume 1: Battle of Normandy (HMSO, 1962)
- Ellis, L.F. Victory in the West, Volume 2: Defeat of Germany (HMSO, 1968)
- Fraser, David. And We Shall Shock Them: The British Army in World War II (1988). ISBN 978-0-340-42637-1
- Graham, Dominick. Tug of War: The Battle for Italy 1943—1945 (2004)
- Hamilton, Nigel. Monty: The Making of a General: 1887—1942 (1981); Master of the Battlefield: Monty's War Years 1942—1944 (1984); Monty: The Field-Marshal 1944—1976 (1986).
- Lamb, Richard. War In Italy, 1943—1945: A Brutal Story (1996)
- Thompson, Julian. The Imperial War Museum Book of the War in Burma 1942—1945 (2004)
- Sebag-Montefiore, Hugh. Dunkirk: Fight to the Last Man (2008)

### Королівський флот
- Barnett, Corelli. Engage the Enemy More Closely: The Royal Navy in the Second World War (1991)
- Marder, Arthur. Old Friends, New Enemies: The Royal Navy and the Imperial Japanese Navy, vol. 2: The Pacific War, 1942—1945 with Mark Jacobsen and John Horsfield (1990)
- Roskill, S. W. The White Ensign: British Navy at War, 1939—1945 (1960). summary
- Roskill, S. W. War at Sea 1939—1945, Volume 1: The Defensive London: HMSO, 1954; War at Sea 1939—1945, Volume 2: The Period of Balance, 1956; War at Sea 1939—1945, Volume 3: The Offensive, Part 1, 1960; War at Sea 1939—1945, Volume 3: The Offensive, Part 2, 1961. online vol 1 [Архівовано 9 листопада 2015 у Wayback Machine.]; online vol 2 [Архівовано 6 березня 2014 у Wayback Machine.]

### Повітряна війна
- Bungay, Stephen. The Most Dangerous Enemy: The Definitive History of the Battle of Britain (2nd ed. 2010)
- Collier, Basil. Defence of the United Kingdom (HMSO, 1957) online [Архівовано 28 січня 2015 у Wayback Machine.]
- Fisher, David E, A Summer Bright and Terrible: Winston Churchill, Lord Dowding, Radar, and the Impossible Triumph of the Battle of Britain (2005) excerpt online [Архівовано 8 березня 2021 у Wayback Machine.]
- Hastings, Max. Bomber Command (1979)
- Hansen, Randall. Fire and Fury: The Allied Bombing of Germany, 1942—1945 (2009)
- Hough, Richard and Denis Richards. The Battle of Britain (1989) 480 pp
- Messenger, Charles, «Bomber» Harris and the Strategic Bombing Offensive, 1939—1945 (1984), defends Harris
- Overy, Richard. The Battle of Britain: The Myth and the Reality (2001) 192 pages excerpt and text search [Архівовано 7 березня 2021 у Wayback Machine.]
- Richards, Dennis, et al. Royal Air Force, 1939—1945: The Fight at Odds — Vol. 1 (HMSO 1953), official history vol 1 online edition [Архівовано 6 липня 2010 у Wayback Machine.] vol 2 online edition [Архівовано 6 липня 2010 у Wayback Machine.]; vol 3 online edition [Архівовано 10 листопада 2015 у Wayback Machine.]
- Shores, Christopher F. Air War for Burma: The Allied Air Forces Fight Back in South-East Asia 1942—1945 (2005)
- Terraine, John. A Time for Courage: The Royal Air Force in the European War, 1939—1945 (1985)
- Verrier, Anthony. The Bomber Offensive (1969), British
- Webster, Charles and Noble Frankland, The Strategic Air Offensive Against Germany, 1939—1945 (HMSO, 1961), 4 vol. Important official British history
- Wood, Derek, and Derek D. Dempster. The Narrow Margin: The Battle of Britain and the Rise of Air Power 1930-40 (1975)